# داغستان
دَاغِسْتَان أو طَاغِسْتَان أو بِلَادُ الْجَبَل (الروسية: Дагеста́н)؛ رسميًا جُمْهُورِيَّةُ دَاغِسْتَان (الروسية: Респу́блика Дагеста́н) هي إحدى الجمهوريات الاتحادية ضمن الكيانات الاتحادية في روسيا الواقعة في جنوب الجزء الأوروبي من روسيا في منطقة القوقاز على طول ساحل بحر قزوين. تحدها في الجنوب وجنوب الغرب الجمهوريتان أذربيجان وكرجستان. وتحدها غربًا وشمالًا أقاليم روسيا الاتحادية وهي جمهورية الشيشان وإقليم إستفروبول وجمهورية قلميقيا.
تعني كلمة داغستان باللغة التركية بلاد الجبل. وبالفعل فإن قسمي الجمهورية الجنوبي والأوسط تحتلهما جبال القوقاز حيث تنبع أنهار داغستان العديدة التي يبلغ عددها 6 آلاف نهر. وتجري عبر أراضي داغستان أنهر كبيرة مثل تيريك وسولاك وسامور التي تلعب دور بالغ الأهمية في إمداد منطقة القوقاز بالمياه ناهيك عن سلسلة المحطات الكهرمائية الواقعة على نهر سولاك التي تزود إقليم جنوب روسيا بالطاقة الكهربائية.

## الموقع والجغرافيا
تقع شرقي جبال القوقاز بينهما وبين بحر قزوين. وبحر قزوين يشكل الحدود الشرقية لداغستان. وتشترك حدودها الغربية مع جورجيا والشيشان أما الشمالية مع قلميقيا والشمالية الغربية فتشترك مع جمهورية إستفروبول كراي وحدودها الجنوبية تشترك مع أذربيجان.
وتبلغ مساحة داغستان الحالية 50,300 كم2

### التضاريس
تشكل الجبال ثلاثة أرباع مساحة داغستان، وهي المنحدرات الشرقية لجبال القوقاز وتنحدر أنهارها من جبال القوقاز، وأبرزها نهر ترك ونهر سولاك. والقسم الشرقي من داغستان سهل ضيق يشرف على بحر قزوين ويزداد اتساعًا كلما اتجهنا نحو الشمال. تحيط مياه بحر قزوين بصفته مخزنا للموارد الطبيعية قسم داغستان الشرقي. وتستخدم منطقة جرفه القاري لاصطياد الأسماك. ويصطاد في بحر قزوين تسعة أعشار منثروة سمك الحفش الذي يستخرج منه الكافيار في العالم. ويعد سمك السلمون القزويني من أفضل الأسماك في العالم.
كما تحتوي منطقة الجرف القاري في بحر قزوين على النفط، ويتم تنقيبه في الوقت الحاضر. ويحتل النفط والغاز مكان الصدارة بين الثروات الطبيعية المستخرجة من جوف أرض داغستان.
تشتهر داغستان أيًضا بمعالمها الطبيعية المميزة، وبينها ساري كوم - أكبر الكثبان الرملية في العالم، وغابة النباتات المتسلقة الاستوائية الوحيدة في روسيا التي تقع في دلتا نهر سامور. وواد يشكله نهر السولاك يزيد عمقه بـ 1900 متر عن هوة كولورادو المشهورة ومدينة طبيعية عجيبة واقعة بالقرب من قرية كوغ عبارة منشآت صنعتها الرياح على شكل أبراج وأعمدة وأقواس، وأكبر بحيرات القوقاز كيزينويام يعيش فيها سمك النقط والعديد من الشلالات الكبيرة والصغيرة الواقعة في القسم الجبلي لداغستان. ويقع في داغستان مجمع رياضي فريد من نوعه تجري فيه مباريات التسلق الجبلي لعموم روسيا.

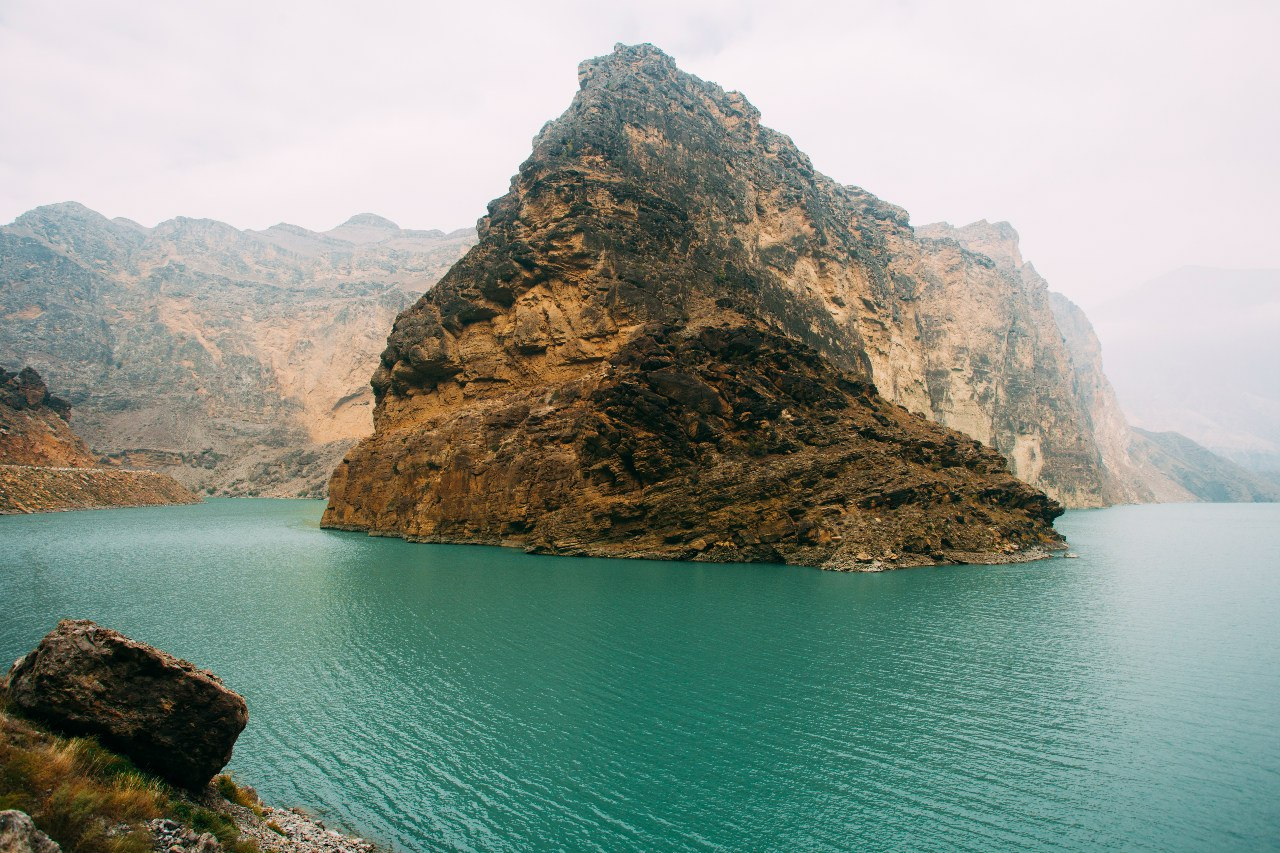
مكان إلتقاء نهري أوار كايسو وعندي كايسو
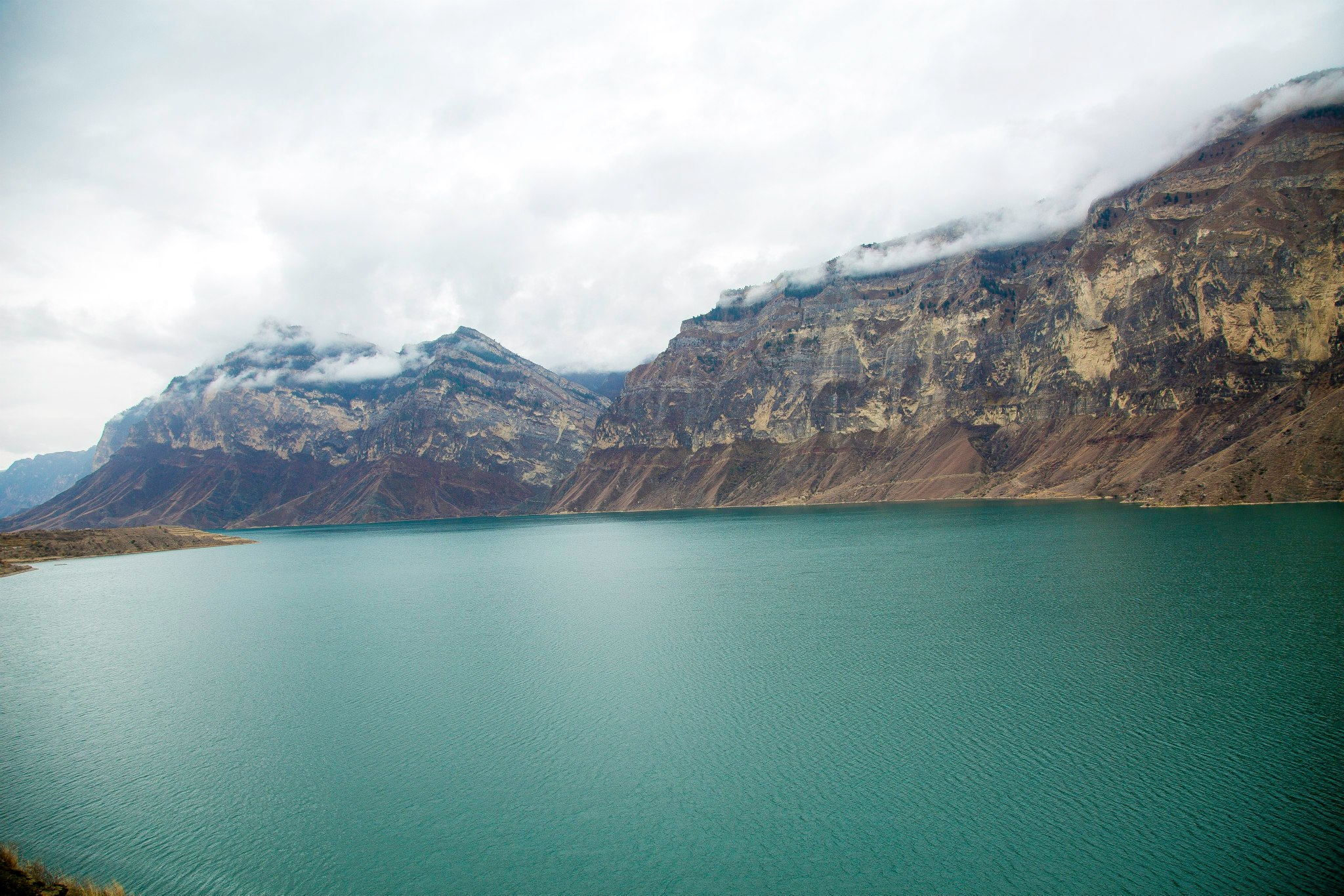
بحيرة إرغانايسكويه
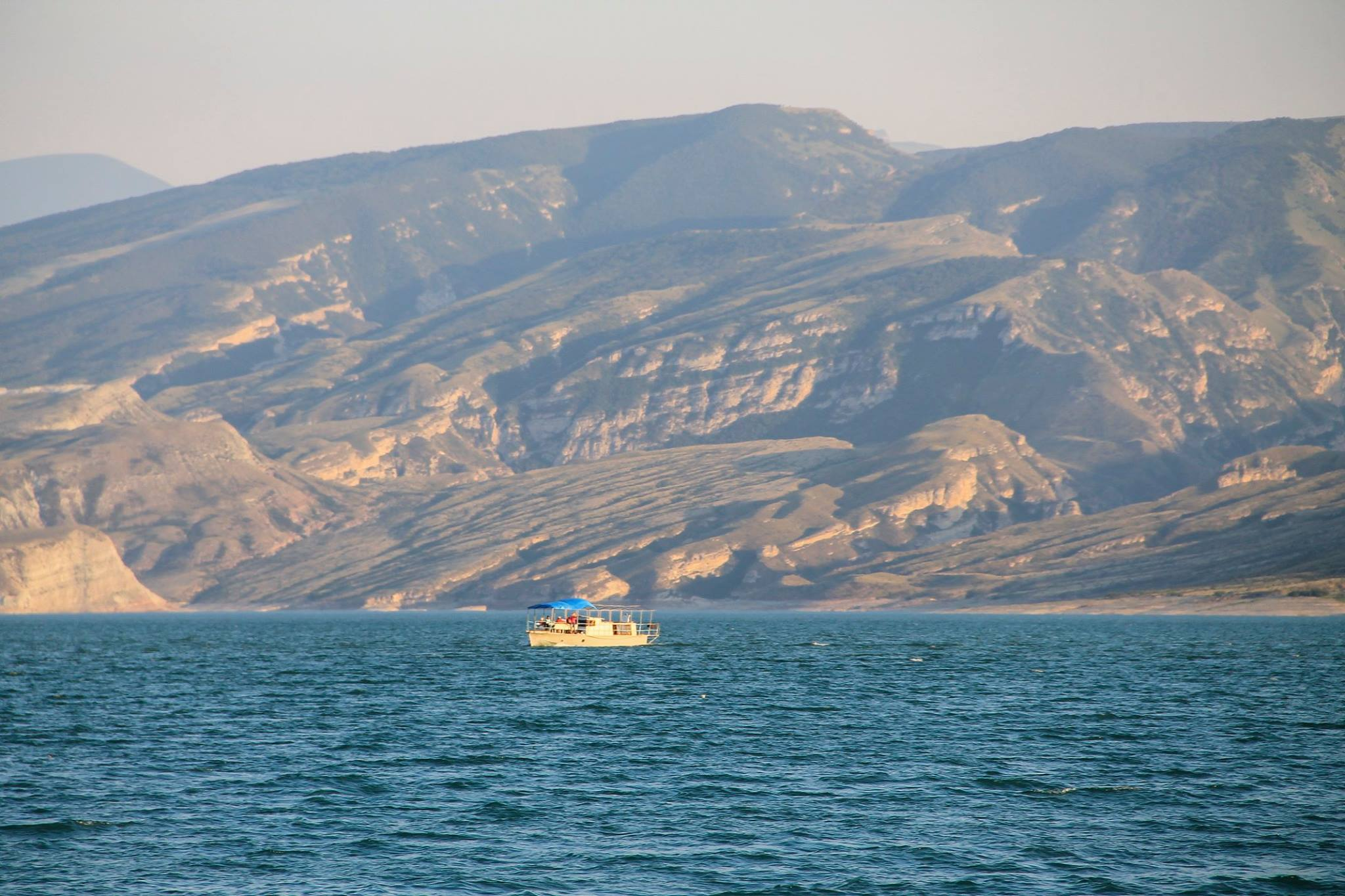
بحيرة تشيركيسكويه

### المناخ
يعد مناخ داغستان ملائما لزراعة الخضار والفواكه والعنب ويجعل من هذه الجمهورية مكانا رائدا في مجال الاستجمام والسياحة. وقد أنشئت في داغستان في عهد الاتحاد السوفيتي المصايف والمصحات التي لا تزال تسهم بشفاء زبائنها بالمياه المعدنية وأطيان العلاج الفريدة من نوعها.
مناخ داغستان بارد في الشتاء، فتصل إليها الرياح الباردة الآتية من الشمال، وتتساقط الثلوج على مرتفعاتها. وأمطارها وفيرة والصيف معتدل على سفوحها وتزداد حرارته على سهولها.

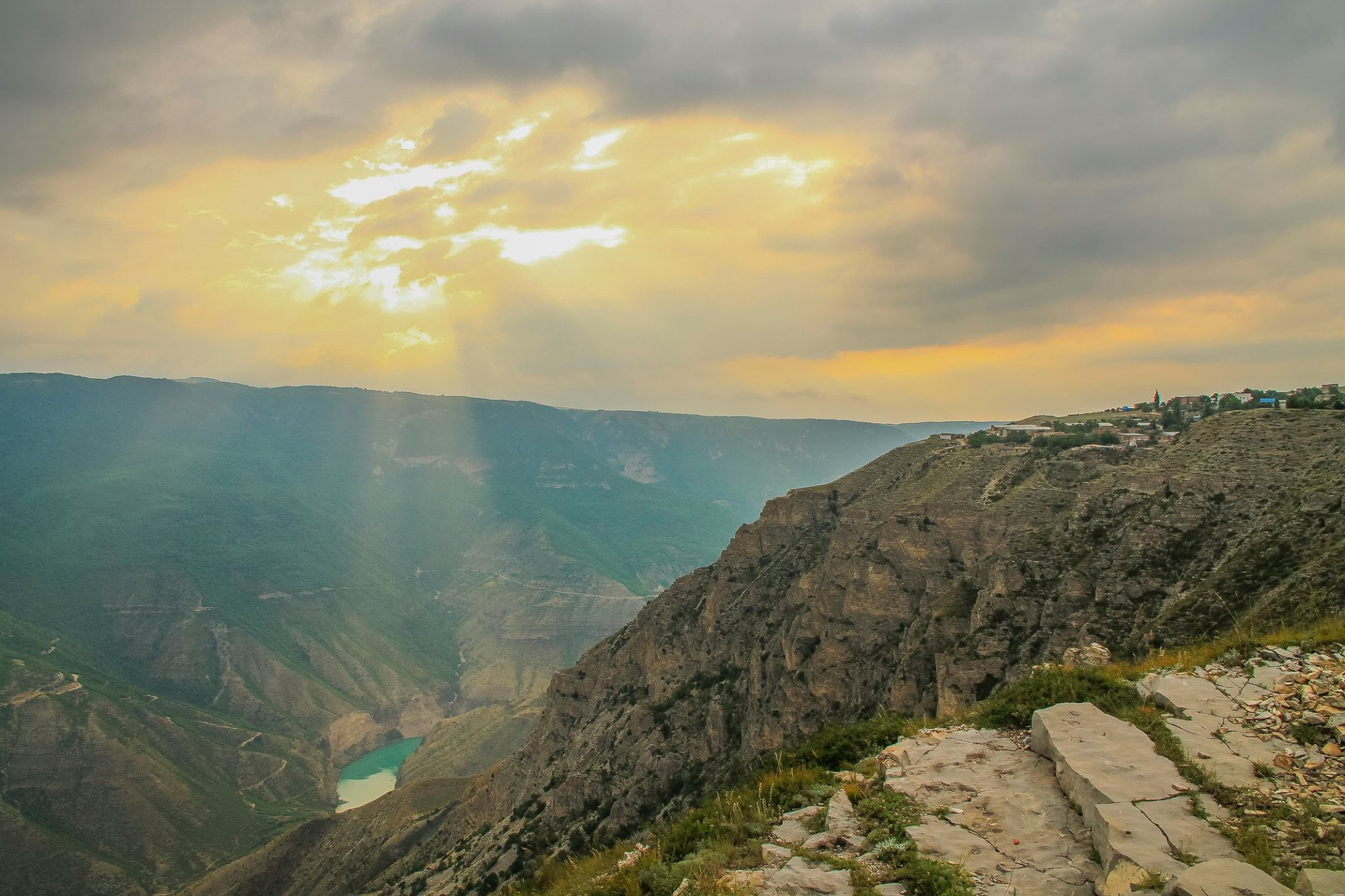
أخدود سُلاك
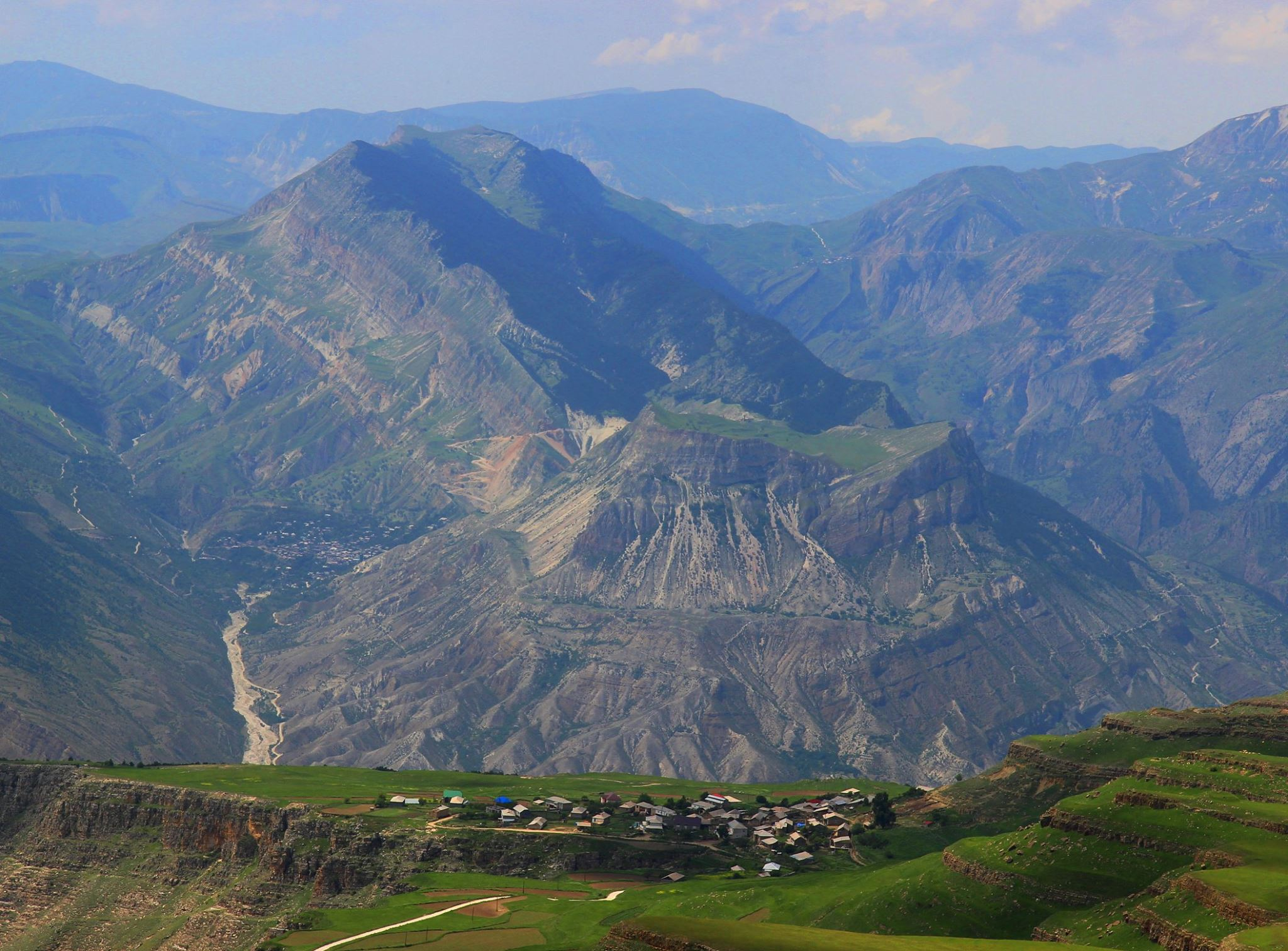
قرية نجني هراديريخ
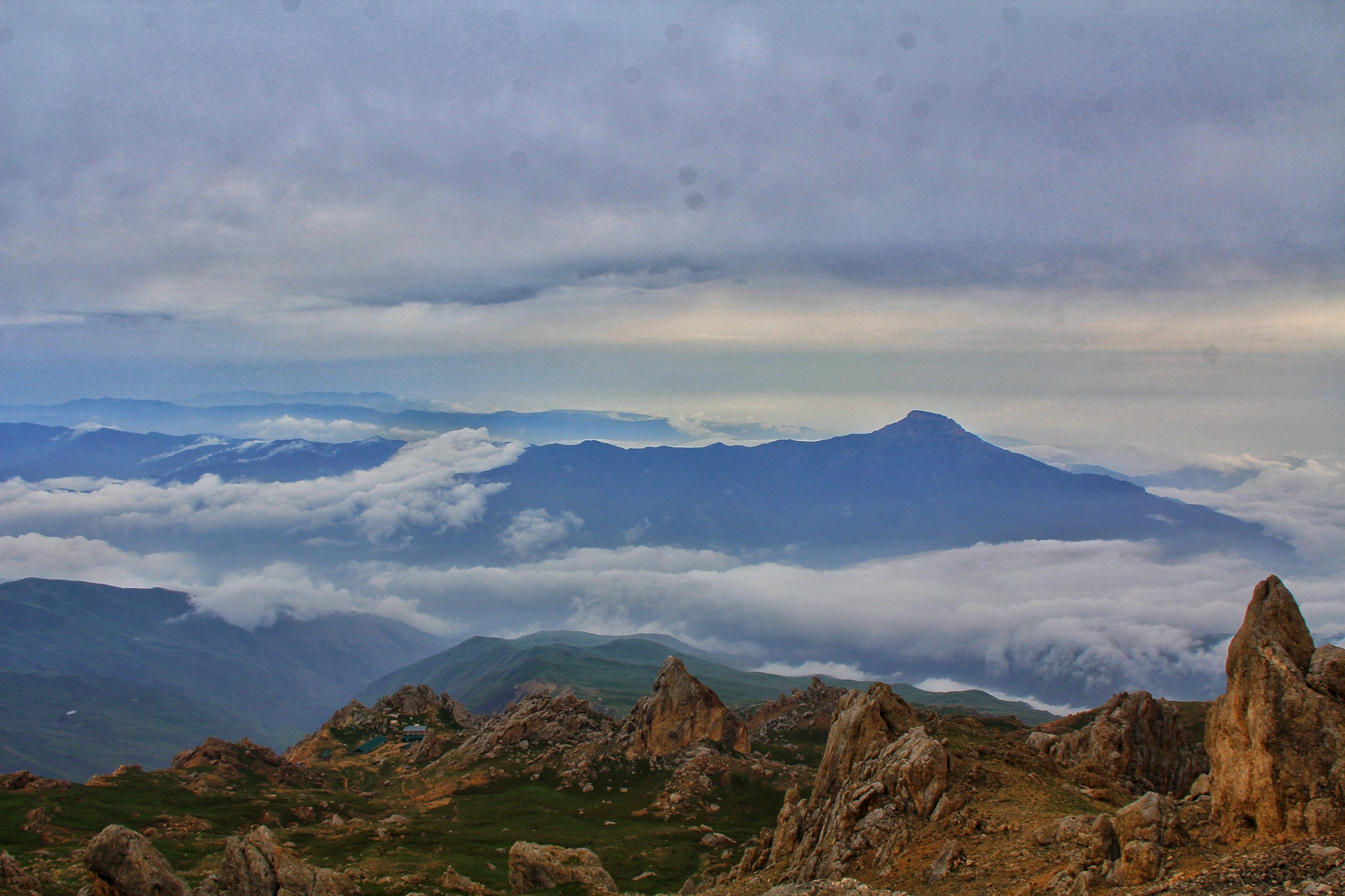
قمة شالبوزداغ

## الاقتصاد

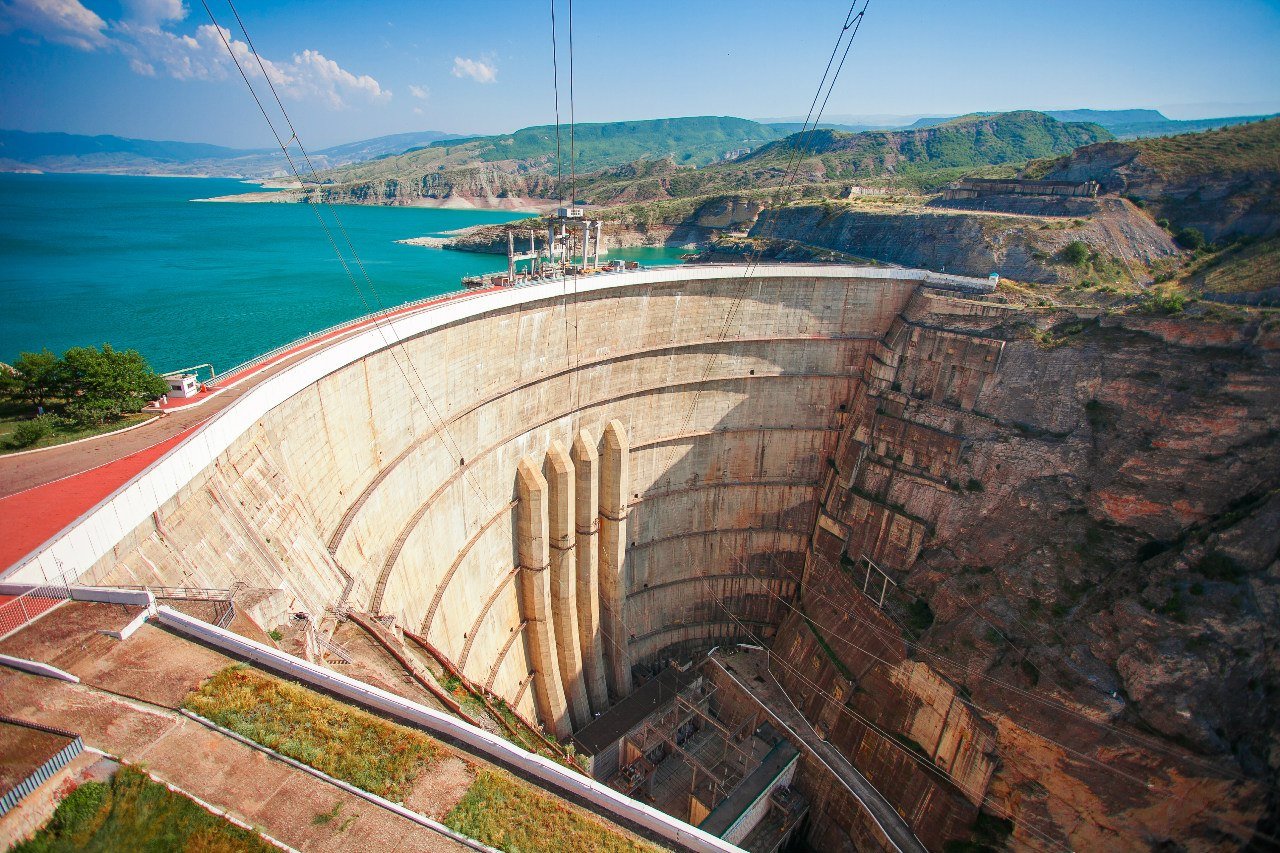
محطة تشيركيسكايا على نهر سولاك

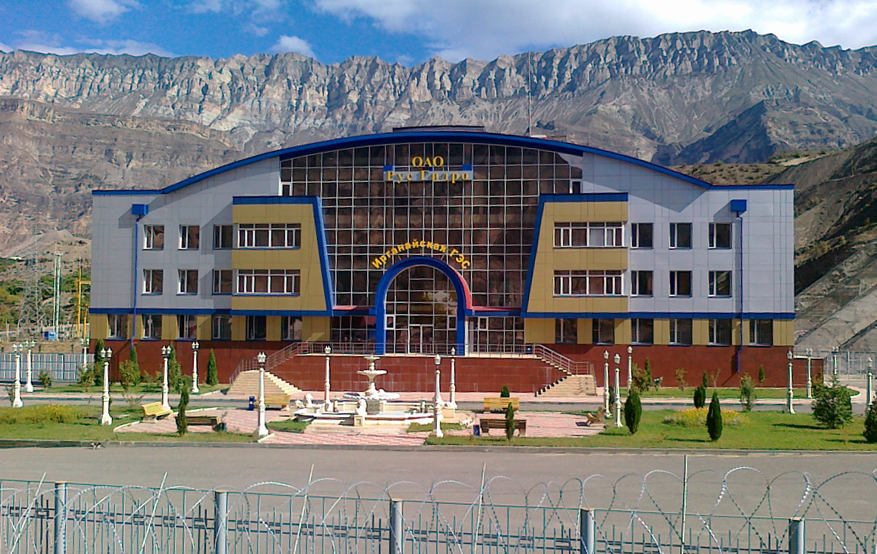
محطة إرغانايسكايا على نهر أوار كايسو في قرية غيمري

تعتبر الزراعة وتربية الحيوان أهم النشاطات الاقتصادية في الجمهورية، حيث يتم زراعة الحبوب والعنب وبعض الفواكه الأخرى، وقد تطورت الزراعة بسبب مد شبكات الري ضمن الجمهورية.
تعد داغستان مركزًا صناعيًا أيضًا، أهم الصناعات هي الصناعات الاستخراجية للنفط والغاز الطبيعي المتواجد حول بحر قزوين، كما توجد الصناعات الكيميائية وصناعة الآلات وإنتاج الطاقة الكهربائية وصناعة المعدنية وصناعة الغذائية وقص الأخشاب وتصديرها (حيث توجد في داغستان غابات صنوبرية)، إضافة للصناعات اليدوية (بما في ذلك السجاد).
بلغ الناتج الإجمالي الإقليمي في عام 2009 إلى 265,1 مليار روبل (108,9% مقارنة بسنة 2008). حجم التجارة الخارجية - 319 مليون دولار في عام 1997.
الميزانية الجمهوري لعام 2009:
- تكاليف – 67 603,7 مليون روبل.
- إيرادات – 64673,4 مليون روبل بما في ذلك:
  - الإيرادات من الضرائب والرسوم – 13984,4 مليون روبل
  - نقل ومساعدة مالية من الميزانية الاتحادية – 50689,0 مليون روبل.

### الطاقة الكهرمائية
أنهار داغستان الجبلية لديها إمكانات كبيرة لتزويد داغستان ومناطق روسيا الجنوبية وحتى أذربيجان بـطاقة كهرومائية التي تقدر بـ 55 مليار كيلووات في الساعة سنويا. في عام 2010 أنتجت المحطات القائمة نحو 5.1 مليار كيلووات في الساعة من الكهرباء.
المحطات الكهرومائية الرئيسية في داغستان:
- محطة تشيركييسكايا – القدرة: 1000 ميغاواط
- إرغانايسكايا – القدرة: 400 ميغاواط
- ميأتلينسكايا – القدرة: 220 ميغاواط
- تشيريورتسكايا – القدرة: إجمالي الطاقة الإنتاجية من 125 ميغاواط
- غرغيبيلسكايا – القدرة: 17,8 ميغاواط
- غونيبسكايا – القدرة: 15 ميغاواط

وتقع على قيد الإنشاء محطة غوتساتلينسكايا والتي تقدر بـ (100 ميغاواط، 310 مليون كيلووات في الساعة سنويا).

### صناعة الآلات
توجد في داغستان أكبر شركة صناعية في منطقة القوقاز وهي مصنع «داغديزيل» (Dagdizel) والتي تنتج منتجات دفاعية حربية ومنتجات مدنية.

## السياحة

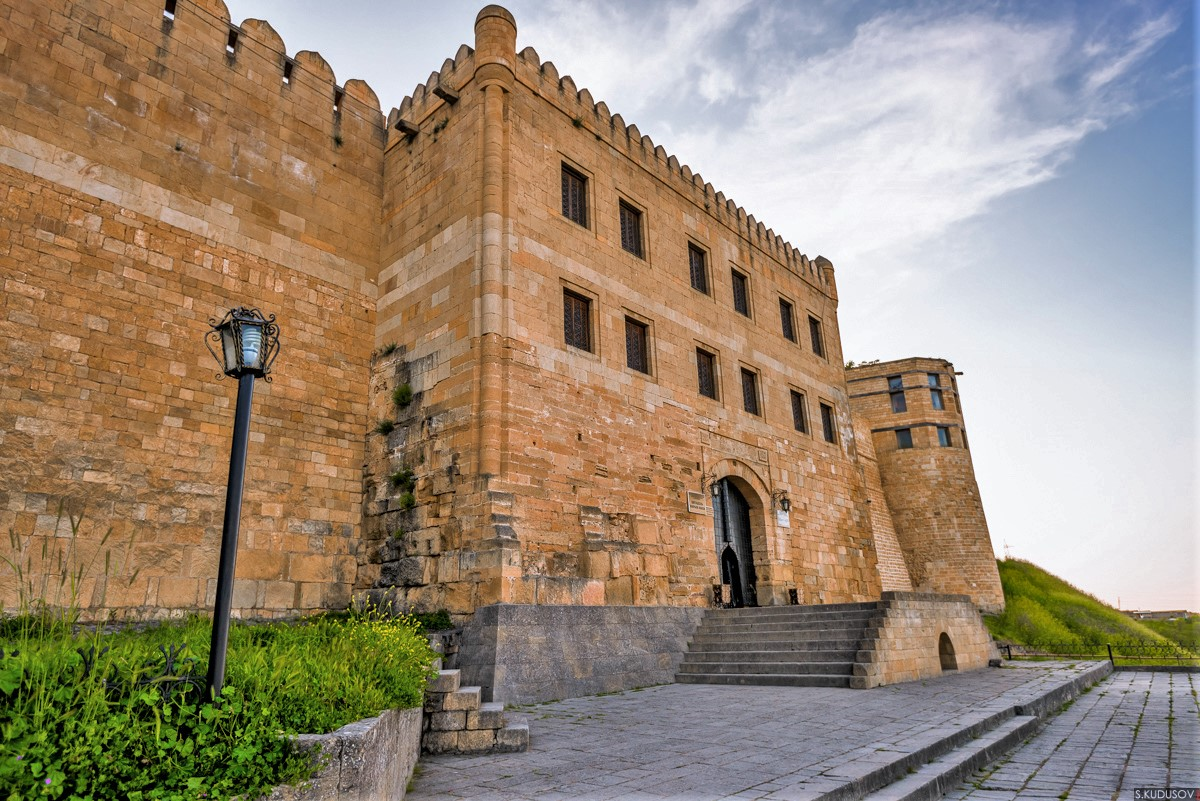
قلعة "نارين" في دربند

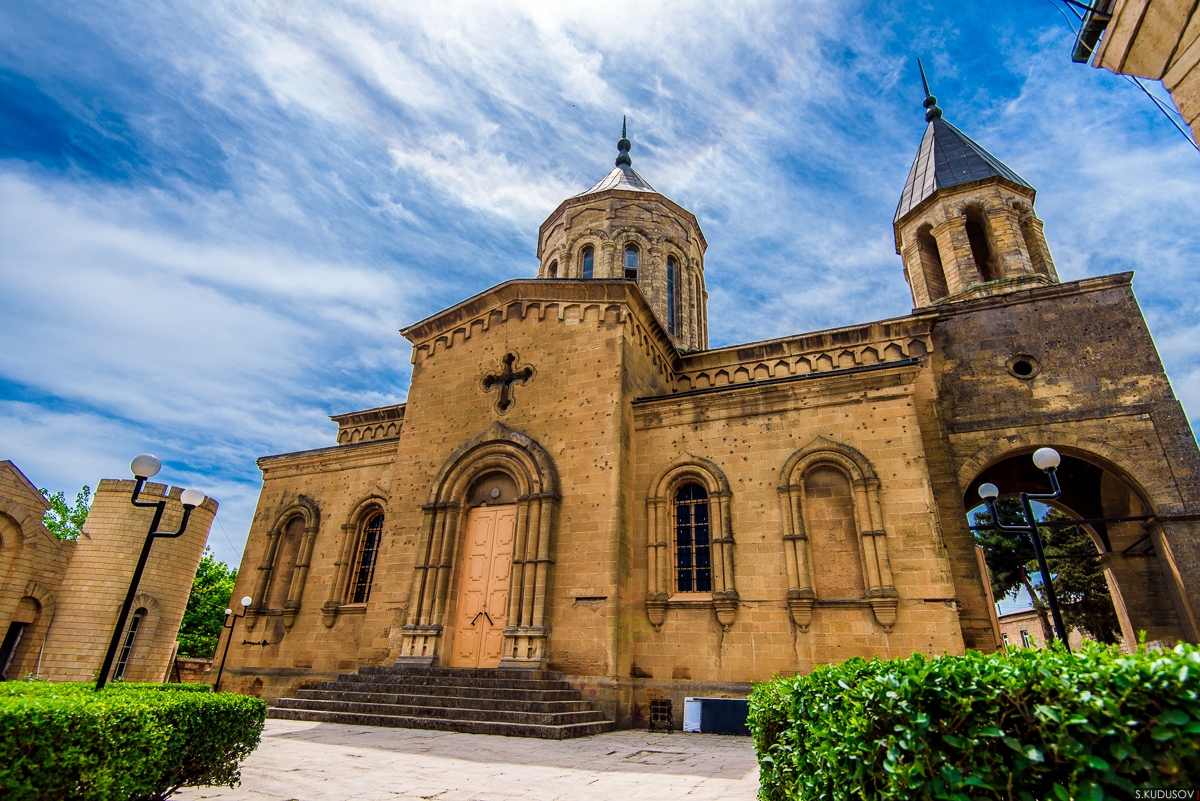
الكنيسة الأرمنية

المواقع التاريخية والتراث الثقافي العريق، تثير اهتماما كبيرا لدى السياح والمصطافين. توجد في داغستان أكثر من ستة آلاف معلم تاريخي، وأهمها هو المجمع المعماري «قلعة نارين كالا» المبني في القرن السادس، وأسوار مدينة دربند القديمة التي أدرجت على قائمة التراث العالمي الثقافي «اليونسكو».
توجد في جنوب داغستان مجمع جبلي فريد «شَلْبُوزْدَاغْ» - «بَزَرْدْيُوزِي» - «يَرِيدَاغْ» الذي يبلغ طوله أكثر من 4000 متر فوق مستوى سطح البحر، والذي يكتسي أهمية كبيرة للمتسلقين.
ساحل بحر قزوين وأمواجه الزرقاء والرمال الذهبية تجذب محبي الشواطئ والاستحمام البحري.
بالإضافة إلى تشكيلة واسعة لسفوح الجبال ومناظر الطبيعة الخلابة، ومياه بحر قزوين الدافئة. كما توجد في داغستان ظروف مناخية جيدة ومياه معدنية ثمينة، وطين علاجي مركب بالغاز الكيميائي التي تعزز صحة الزوار.
داغستان لها موقف إيجابي جغرافي، وهو كونها البوابة الرئيسية لجنوب روسيا.
في جميع أنحاء الجمهورية توجد السكك الحديدية والطرقات المهمة التي تسمح للمسافرين الوصول بسهولة وسرعة إلى أماكن السياحة.

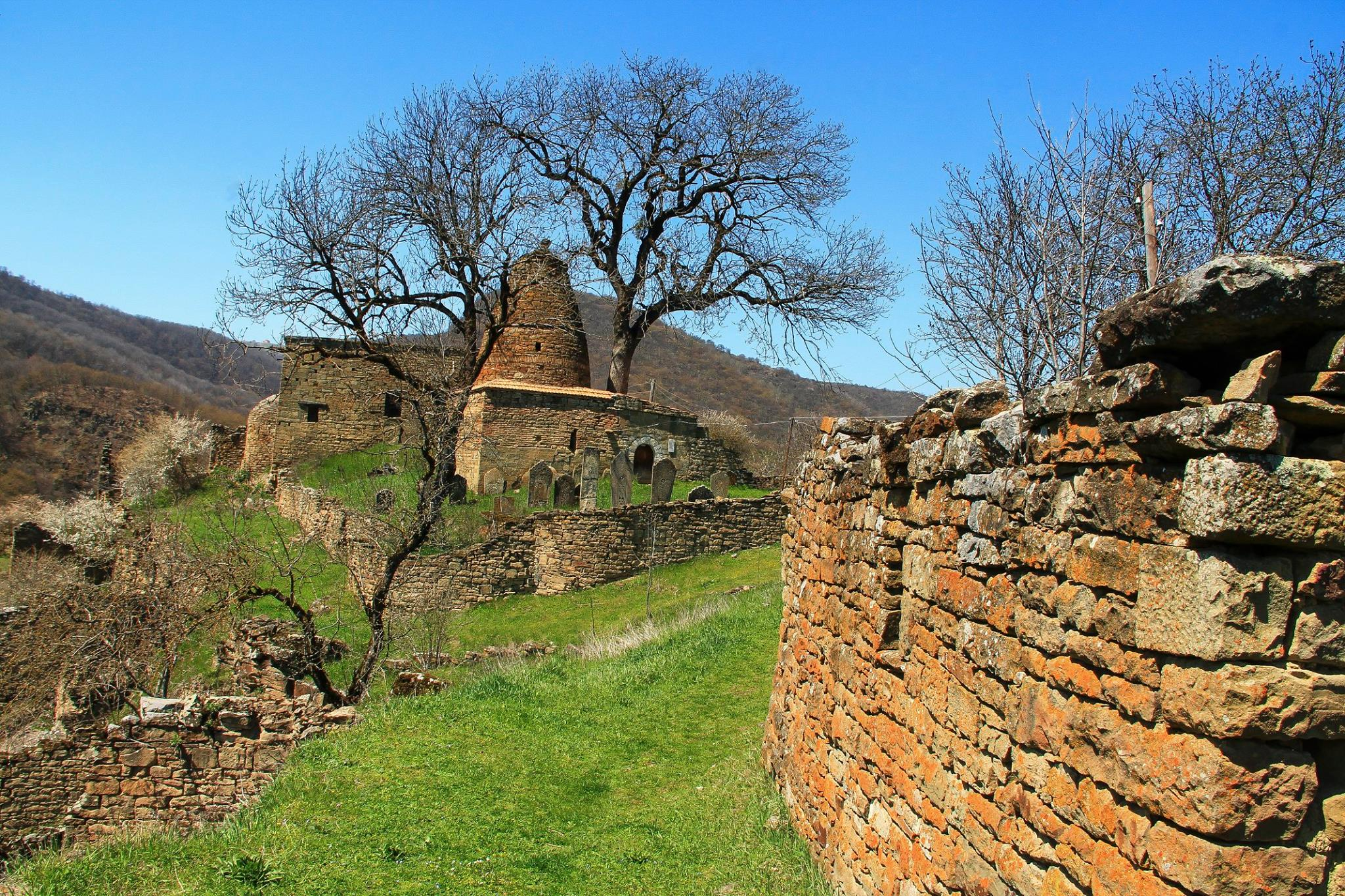
قرية قلعة قريش
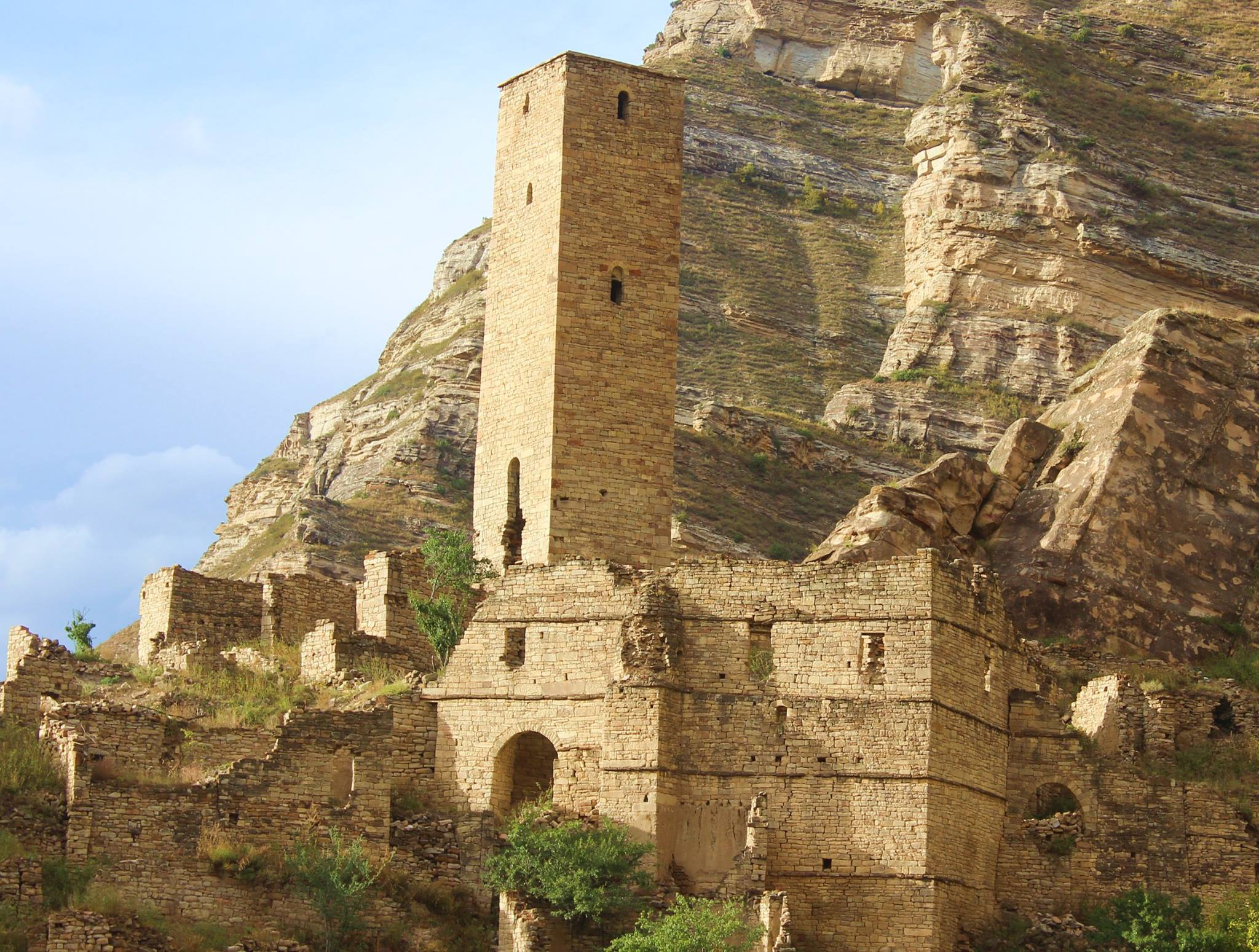
قرية قحيب القديمة
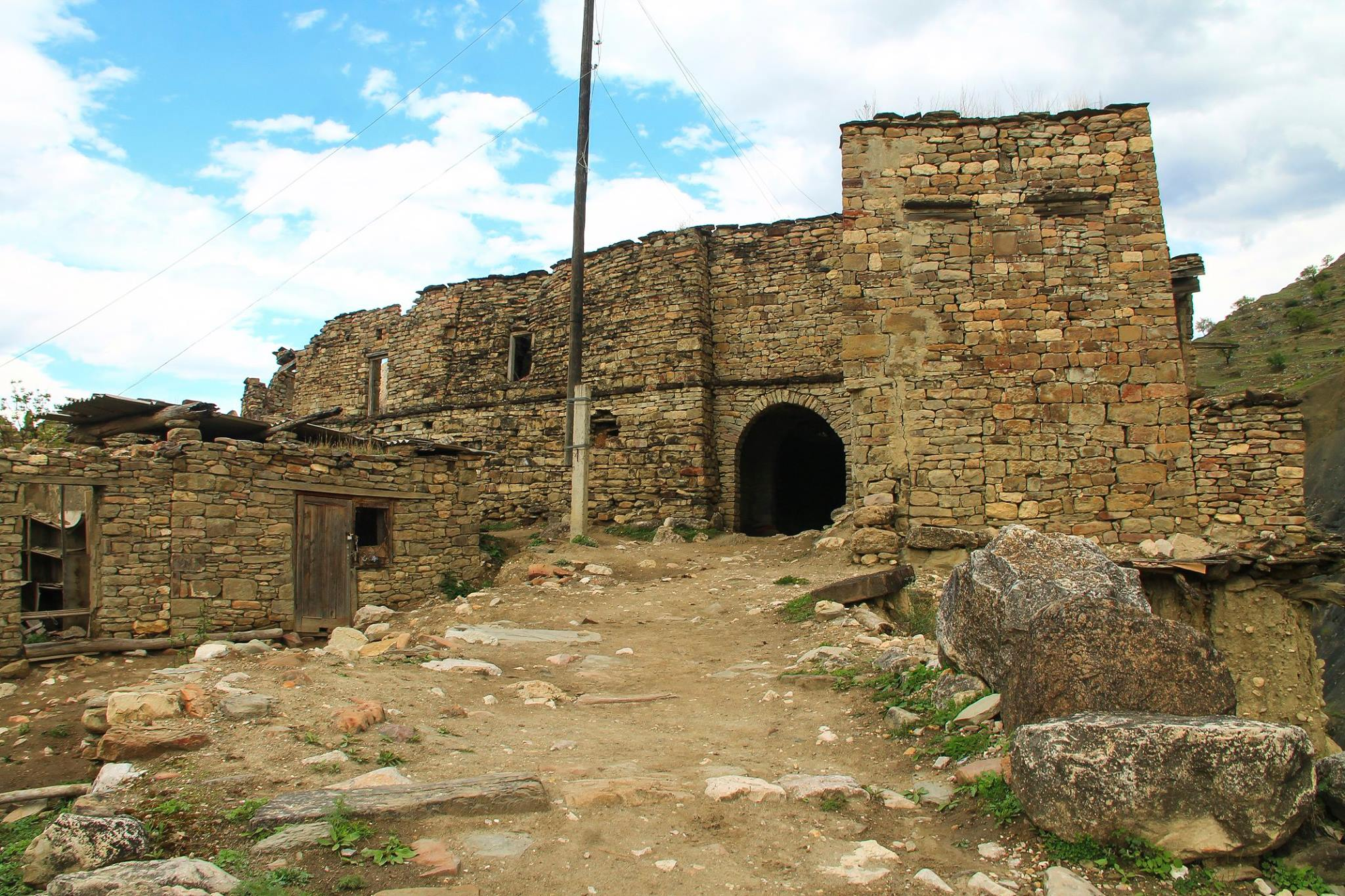
قرية قورودا القديمة
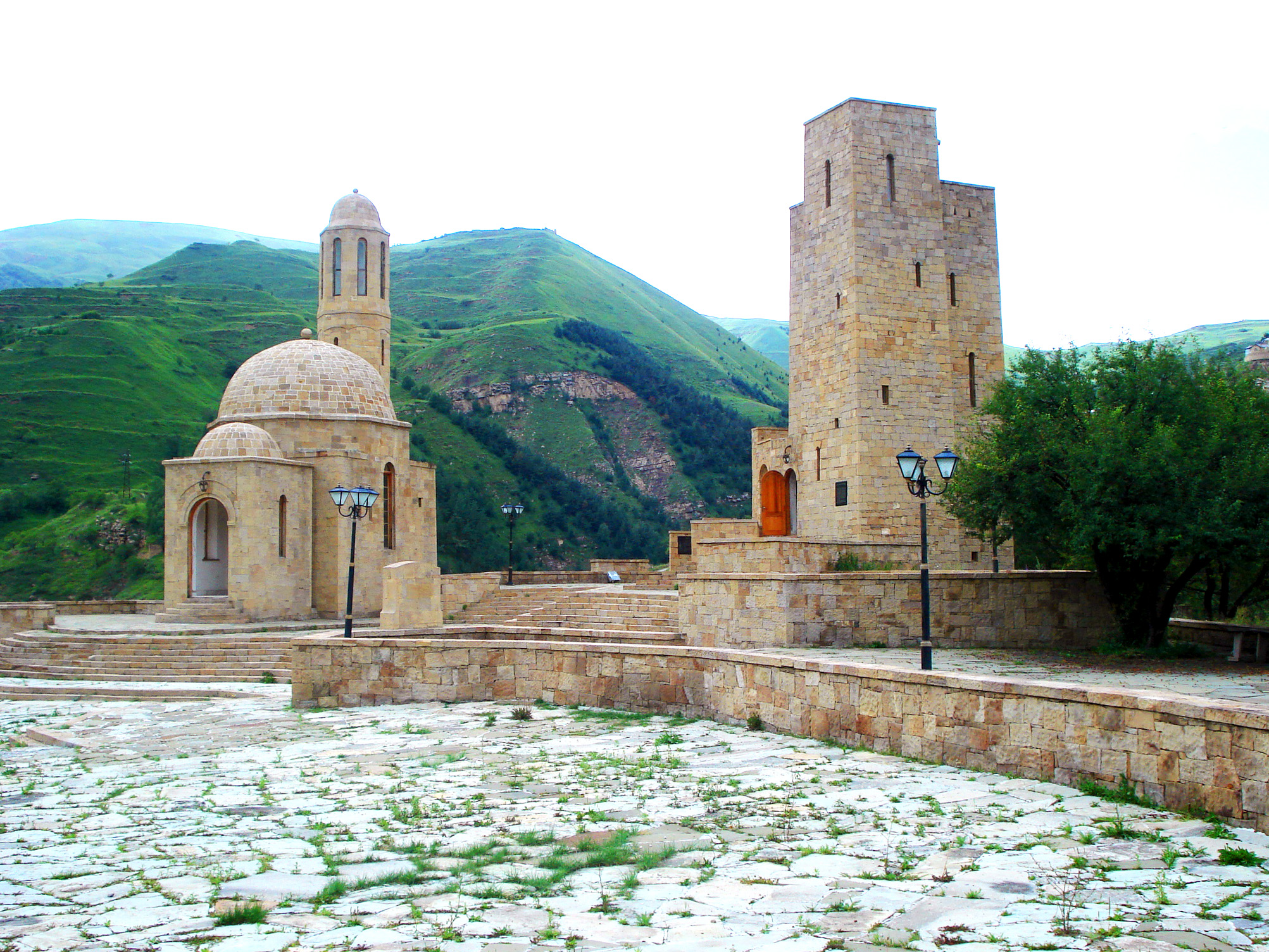
مسجد وبرج في قرية سالطا

## السكان

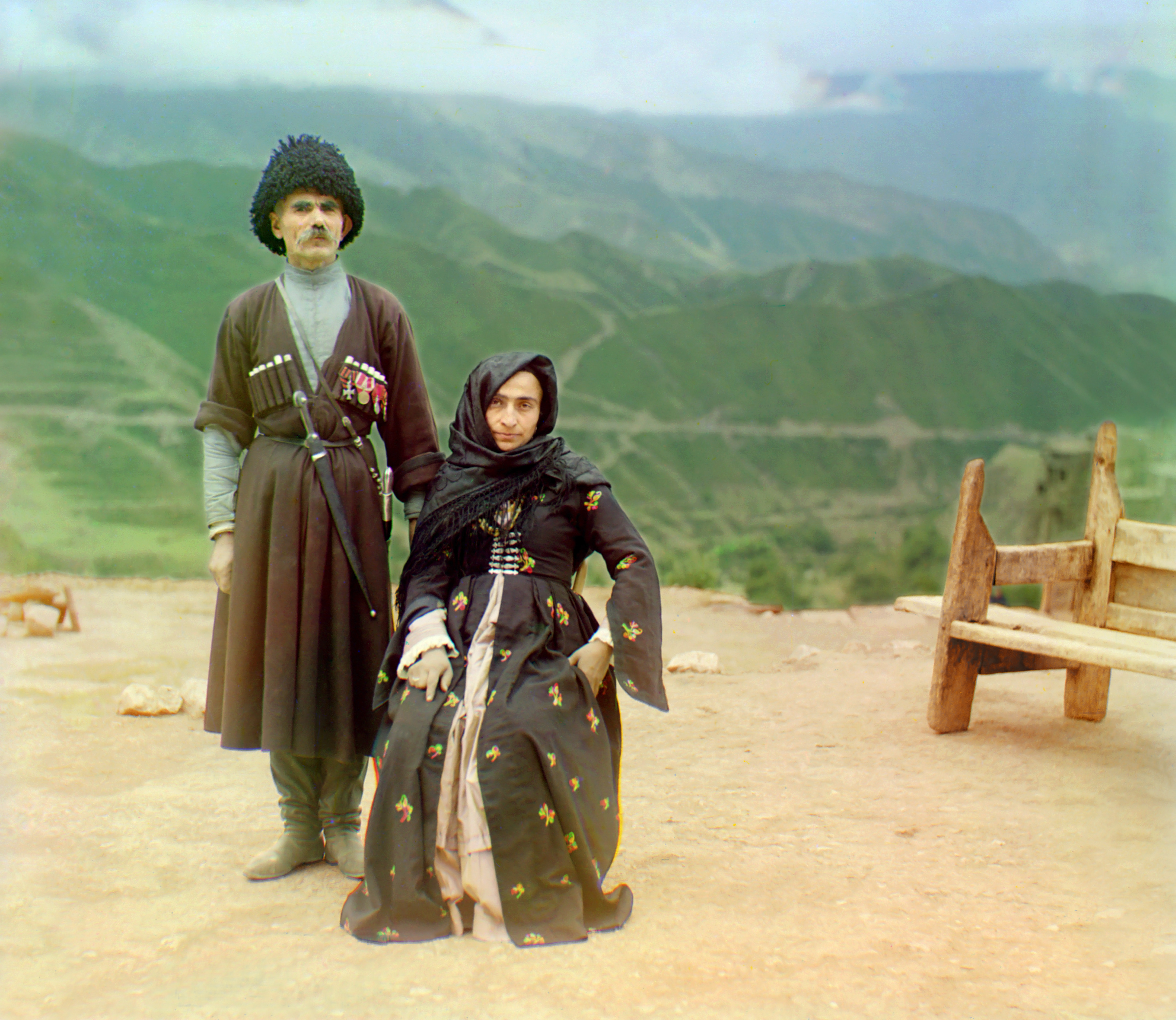
زوجان من داغستان بالملابس التقليدية. الصورة الفوتوغرافية أخذها سيرجي بروكودين - جورسكي في فترةٍ ما بين عامي 1907 و 1915.

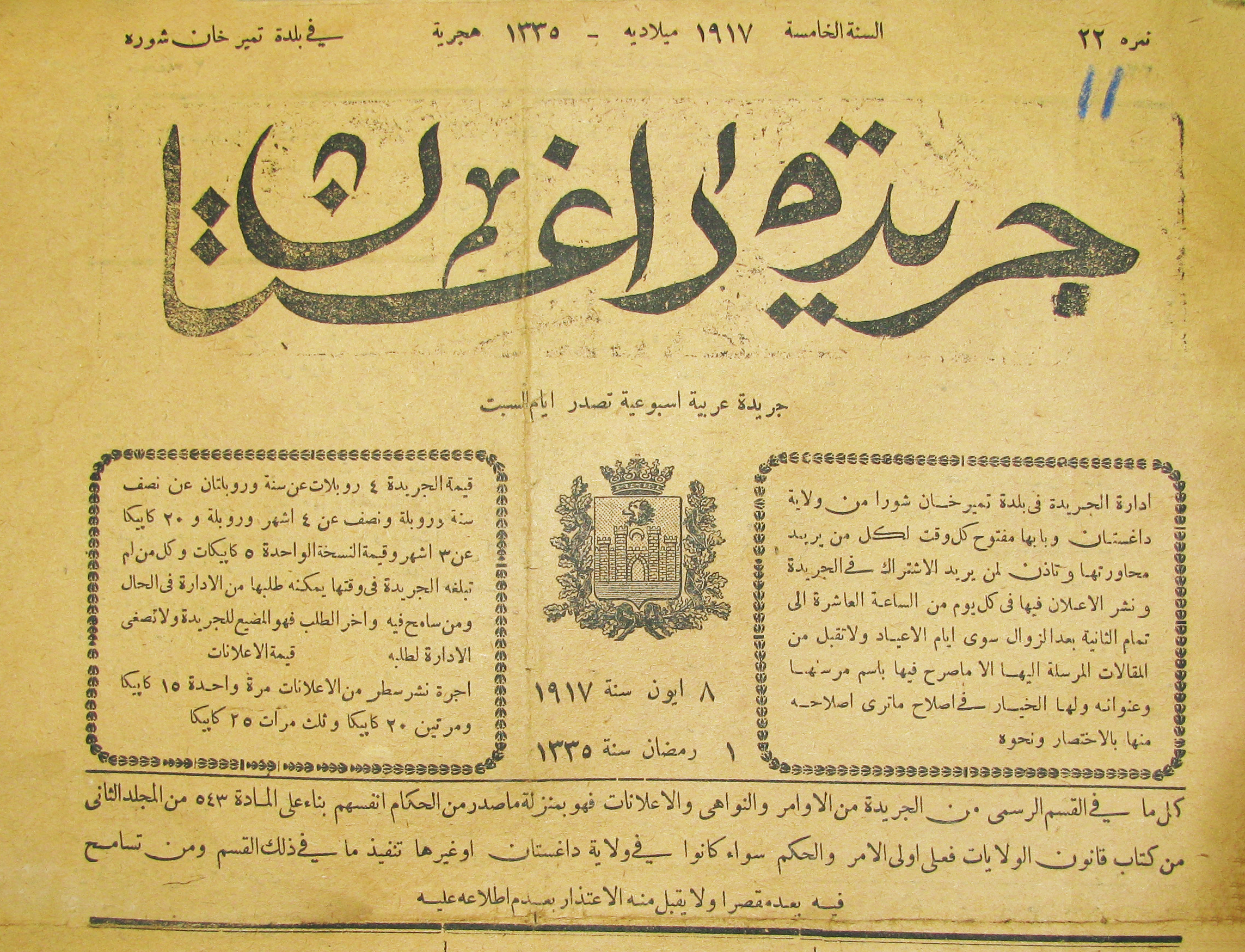
صحيفة جريدة داغستان العربية

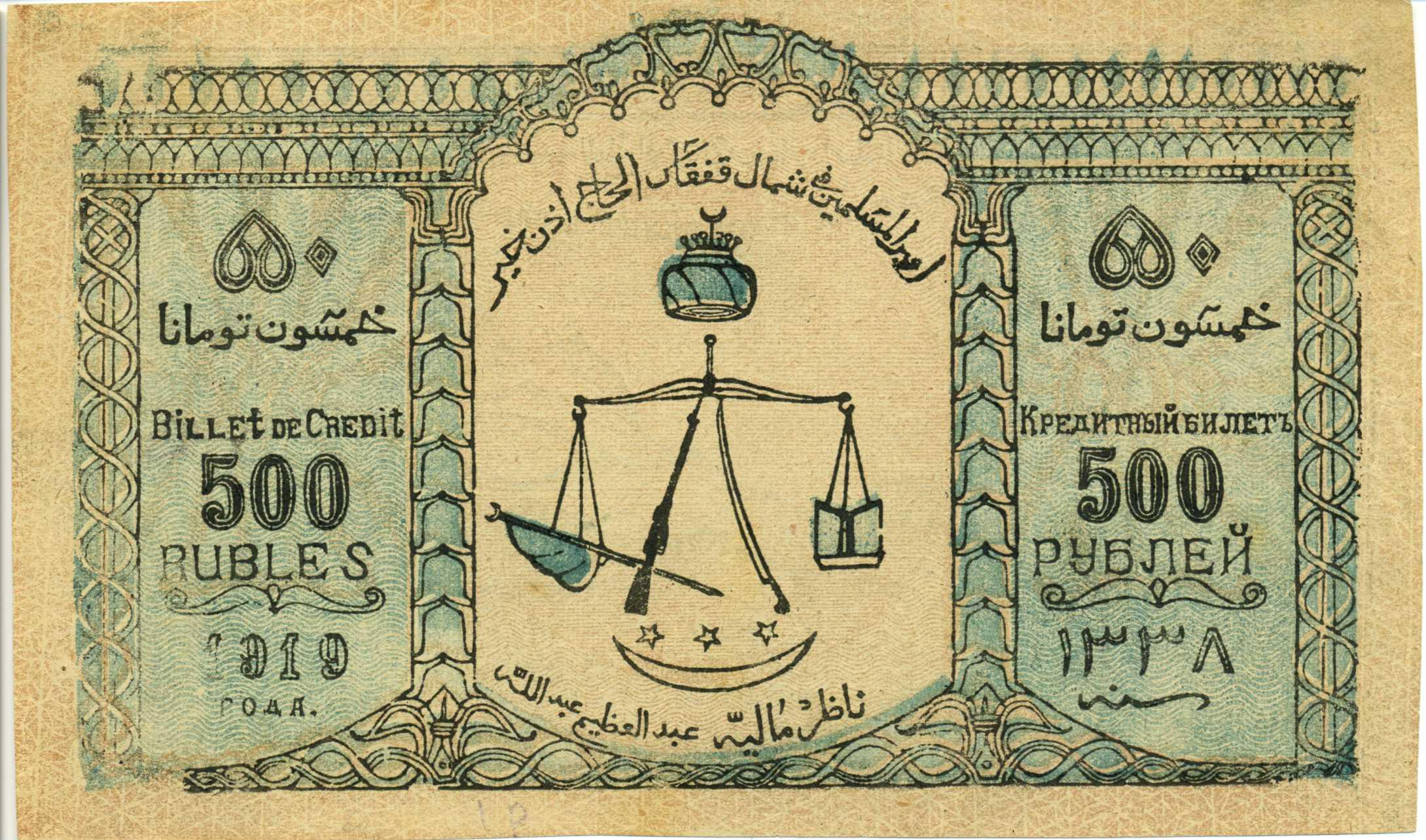
تومان — العملة الرسمية لداغستان في 1919—1920

| الجماعات العرقية في داغستان (2010). | الجماعات العرقية في داغستان (2010). | الجماعات العرقية في داغستان (2010). | الجماعات العرقية في داغستان (2010). | الجماعات العرقية في داغستان (2010). |
| ----------------------------------- | ----------------------------------- | ----------------------------------- | ----------------------------------- | ----------------------------------- |
| العرق                               | العرق                               |                                     | النسبة                              | النسبة                              |
| آفار                                | آفار                                |                                     | 29.4%                               | 29.4%                               |
| دارغين                              | دارغين                              |                                     | 17.0%                               | 17.0%                               |
| كوموك                               | كوموك                               |                                     | 14.9%                               | 14.9%                               |
| لزغين                               | لزغين                               |                                     | 13.3%                               | 13.3%                               |
| اللاك                               | اللاك                               |                                     | 5.6%                                | 5.6%                                |
| أذربيجان                            | أذربيجان                            |                                     | 4.5%                                | 4.5%                                |
| تبسرانيون                           | تبسرانيون                           |                                     | 4.1%                                | 4.1%                                |
| روس                                 | روس                                 |                                     | 3.6%                                | 3.6%                                |
| شيشانيون                            | شيشانيون                            |                                     | 3.2%                                | 3.2%                                |
| نوغاي                               | نوغاي                               |                                     | 1.4%                                | 1.4%                                |
| رتول                                | رتول                                |                                     | 1.0%                                | 1.0%                                |
| أغول                                | أغول                                |                                     | 1.0%                                | 1.0%                                |
| تساخور                              | تساخور                              |                                     | 0.4%                                | 0.4%                                |

| الدين في داغستان | الدين في داغستان | الدين في داغستان | الدين في داغستان | الدين في داغستان |
| ---------------- | ---------------- | ---------------- | ---------------- | ---------------- |
| الدين            | الدين            |                  | النسبة المئوية   | النسبة المئوية   |
| إسلام            | إسلام            |                  | 94%              | 94%              |
| مسيحية           | مسيحية           |                  | 5%               | 5%               |
| يهودية           | يهودية           |                  | 1%               | 1%               |

### النشاط البشري
تشتهر بلاد داغستان بإنتاجها الزراعي الرعوي وأبرز غلاتهم الحبوب والفواكه، وتربّى الأغنام بأعداد كبيرة. واشتهرت مدينة باب الأبواب (داريت) حاليًا بإنتاج السجاد. وبالبلاد ثروة نفطية لا بأس بها
- متوسط العمر: 25.2 عامًا
  - حضر: 25.1 عامًا
  - ريف: 25.2 عامًا
  - ذكور: 24.0 عامًا
  - اناث: 26.3 عامًا
- عدد الأسر: 570,036 (لتعداد 2,559,499)
  - حضر: 239,338 (1,088,814)
  - ريف: 330,698 (1,470,685)

### ديموغرافيا
يزيد عدد السكان في داغستان عن 3.1 مليون نسمة وفقًا التعداد 2021، ويشكل سكان الريف نسبة 50% منهم. ويتراوح عدد الداغستانيين الذين يعيشون خارج الجمهورية من 500 إلى 700 ألف شخص.

### اللغات
وتحتل جمهورية داغستان المرتبة الأولى بين أقاليم روسيا من حيث عدد القوميات التي تقطنها. والدليل الساطع على ذلك هو التسمية السابقة للإقليم وهي جبل اللغات إلى جانب بلاد الجبال. ويقطن في الجمهورية ما يزيد عن 60 شعبا وقومية بما فيها أكثر من 30 قومية تختلف لغاتها التي تعود إلى الأسر اللغوية الأساسية الأربع، وهي اللغات الإيرانية واللغات السلافية واللغات التركية واللغات الداغستانية. وبموجب دستور الجمهورية فان اللغة الروسية وكل اللغات الداغستانية تعتبر لغات رسمية في داغستان. إلا أن 14 لغة فقط لها كتابة خاصة بها، وبينها اللغات الآفارية والأذربيجانية والدارغينية والكوموكية واللاكية والليزغينية والنوغاي والروسية والروتولية والتبسارانية والتاتية والشيشانية.
- عدد السكان: 2,576,531 (2002)
  - حضر: 1,102,577 (42.8%)
  - ريف: 1,473,954 (57.2%)
  - ذكور: 1,242,437 (48.2%)
  - إناث: 1,334,094 (51.8%)
- عدد الإناث لكل 1000 ذكر: 1,074

ويمثل المسلمون 90.6% من السكان في هذه الدولة.
كانت اللغات الداغستانية تكتب بحروف عربية، وصدرت بها عدة مجلات في مختلف العلوم، وأضافوا لأحرف الهجاء العربية عدة حروف، ودخلتها كلمات عربية كثيرة، كما كان أهل داغستان يتحدثون العربية إلى جانب لغتهم لا سيما علماء الدين الإسلامي، وأسس الداغستانيون مطابع عديدة طبعت فيها عديد من الكتب الإسلامية، كما صدرت عدة مجلات وجرائد باللغة العربية كـ جريدة داغستان، هذا قبل استبدالها باللغة الروسية.

### الجماعات العرقية
المقال الرئيسي: 	شعوب وقوميات داغستان
شعب آفار أكثر شعوب داغستان، إذ يبلغ عددهم إلى 850.000 نسمة. يليهم شعب دارغين ويصل عددهم إلى 490.400 نسمة. وفي المرتبة الثالثة تكون شعب قوموق ويصل عددهم إلى 431.700 نسمة. وتليهم بقية شعوب داغستان.

### الديانات
داغستان دولة علمانية حيث لا يوجد دين رسمي للدولة وكما أن الدستور الروسي والداغستاني يؤمن حرية المعتقد والدين يدين غالبية سكان داغستان بالإسلام، فحسب إحصاءات فإن ذلك يشكل 94% من سكان البلاد
وتعتبر الكنيسة الأرثوذكسية الروسية أكبر الطوائف مسيحية في داغستان. ويشكلون 5% من سكان الجمهورية. ويقطن داغستان يهود الجبال بنسبة نحو 1% وتم تسجيل معظمهم كالمواطنين المنتمين إلى قومية «التَّاتْ» (الفرس القوقازيون) الذين يهاجرون بكثرة في الآونة الأخيرة إلى إسرائيل.

يوجد في مدينة دربند أقدم مسجد في روسيا، الذي بني عام 733 م. ويوجد في العاصمة محج قلعة ثاني أكبر مسجد في أوروبا - مسجد الجمعة. 

أما بالنسبة للكنائس ففي خاسافيورت تقع كنيسة أوسبينسكي المبنية في 1903 م. والكنيسة هي الأكبر في داغستان. في عام 2011 أدرجت في قائمة برنامج «ثقافة روسيا».

المنشآت الإسلامية وأئمة المساجد والدعاة يتم إدارتهم من قبل الإدارة الدينية لمسلمي داغستان (Духовное Управление Мусульман Дагестана) التي تأسست العام 1975، والتي تقوم بإدارة وصيانة نحو 2.000 مسجد حول البلاد. أما المنشآت المسيحية فيتم إدارتها من قبل أبرشية محج قلعة التابعة للكنيسة الأرثوذكسية الروسية.

### بعض مساجد وكنائس داغستان

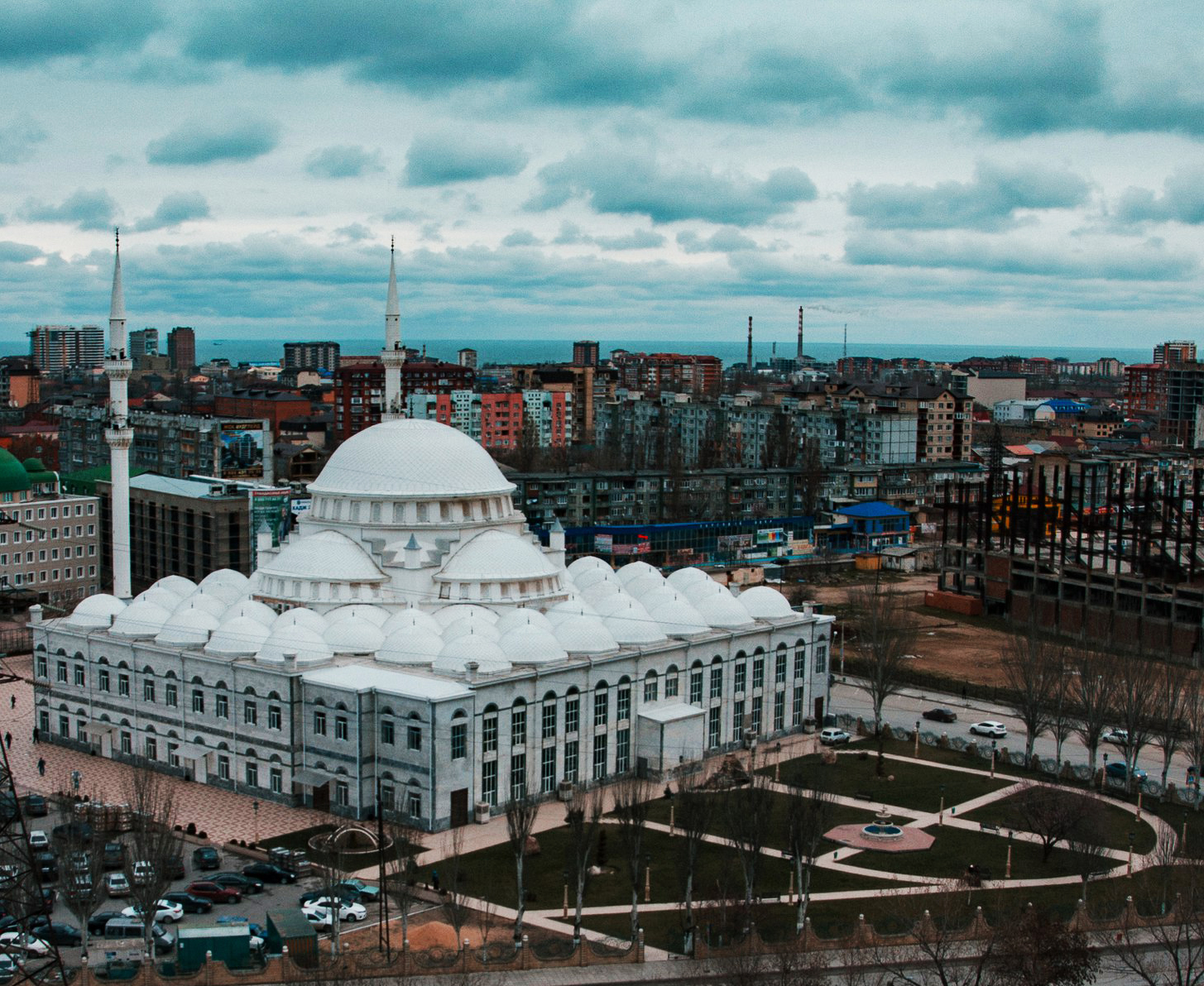
مسجد الجمعة في محج قلعة
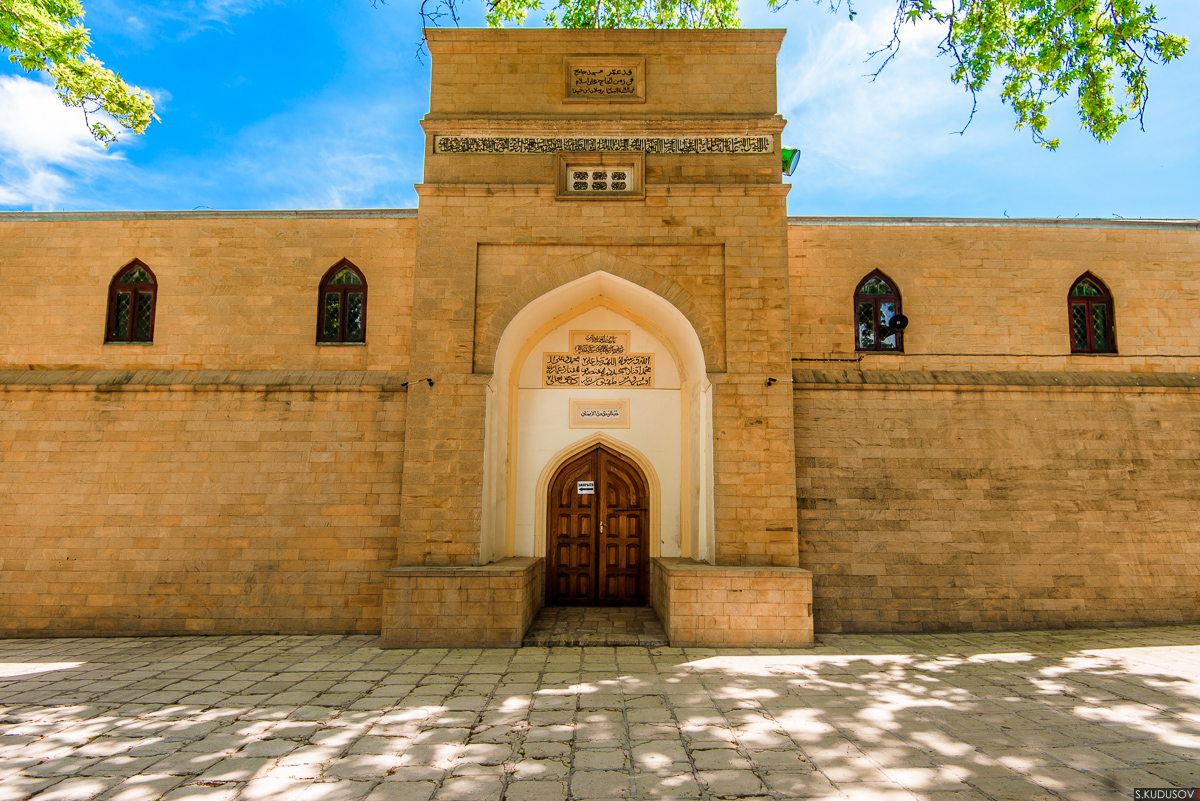
مسجد الجمعة في دربند
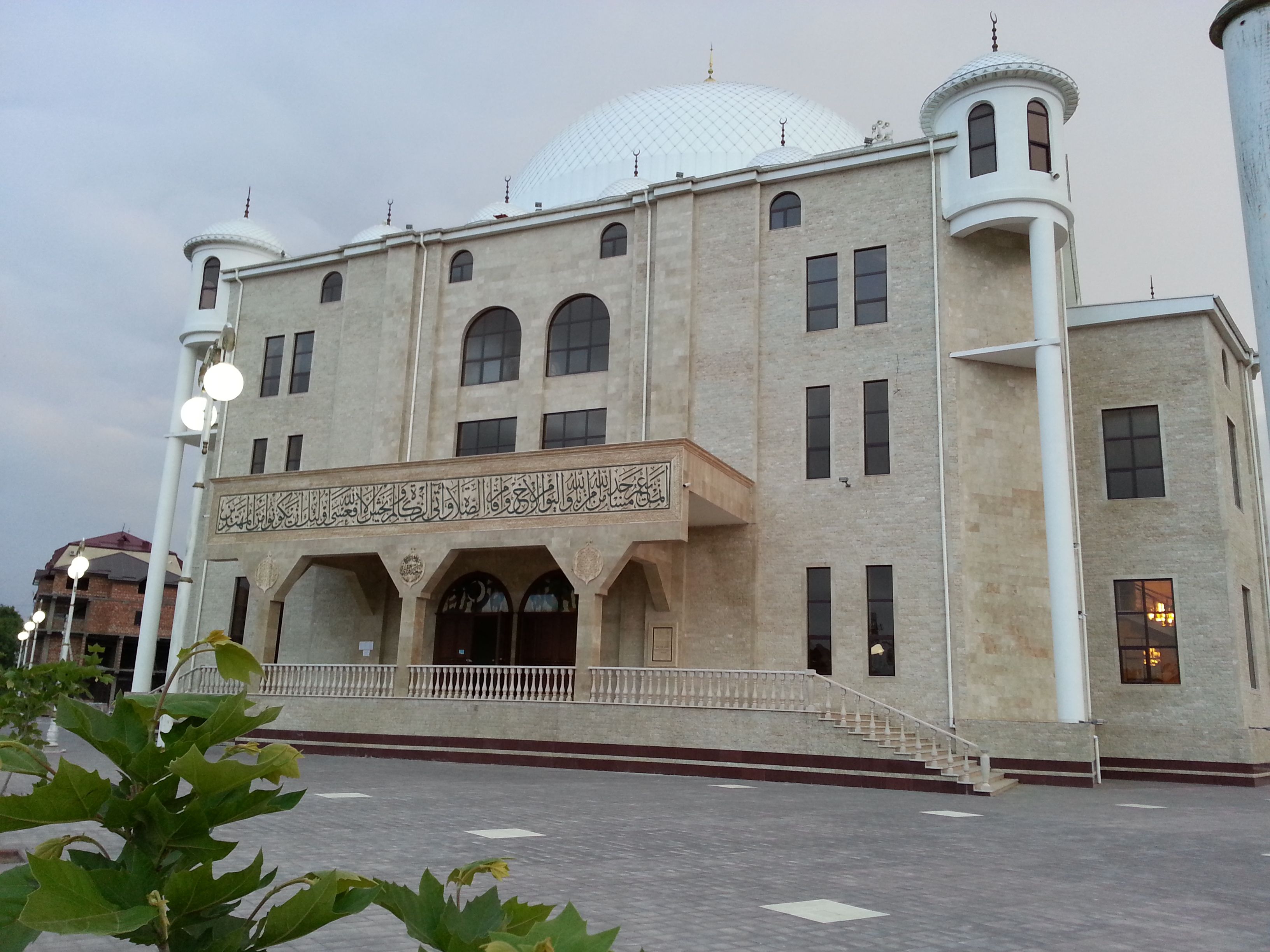
مسجد الجمعة في كاسبييسك
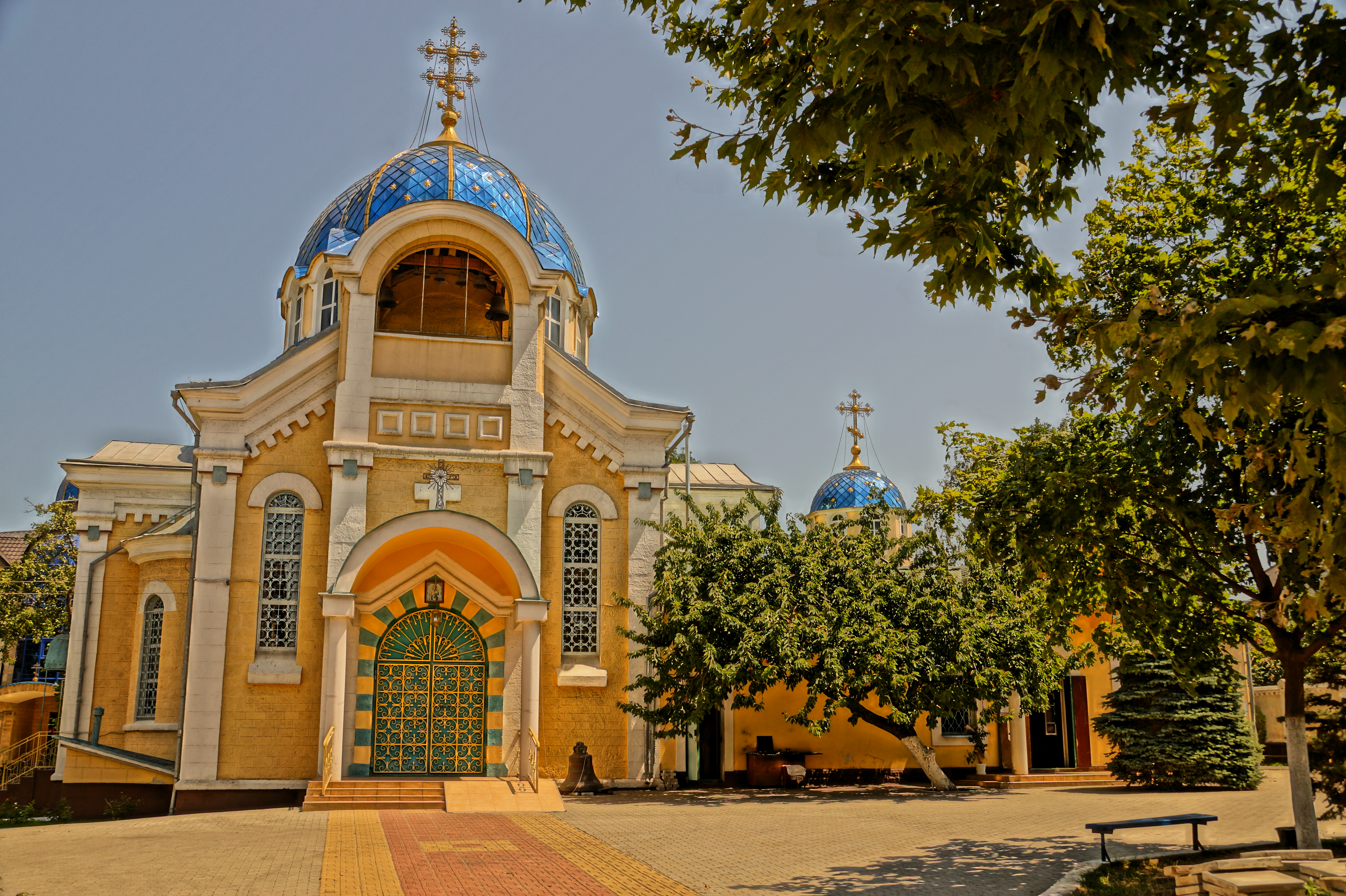
كاتدرائية الافتراض المقدس
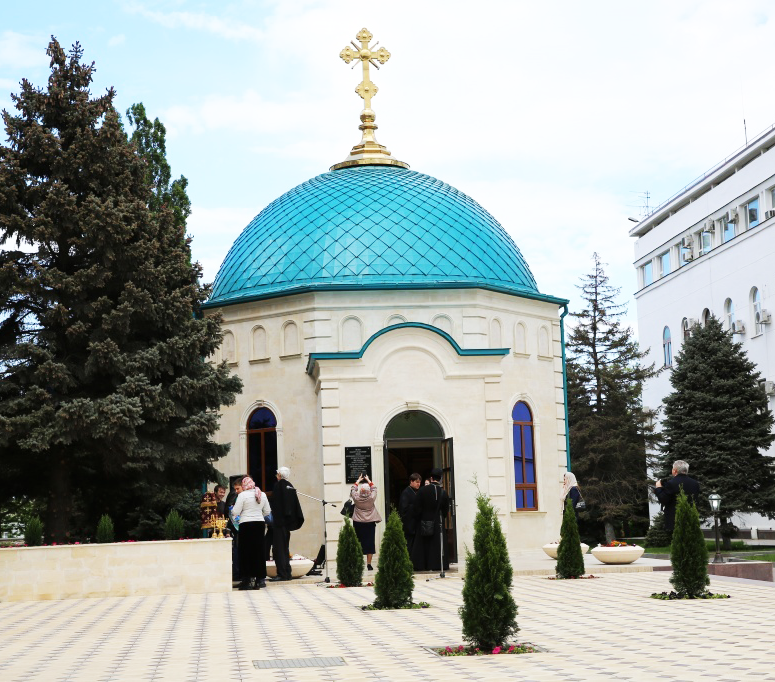
كنيسة القديس فلاديمير

### أهم المدن

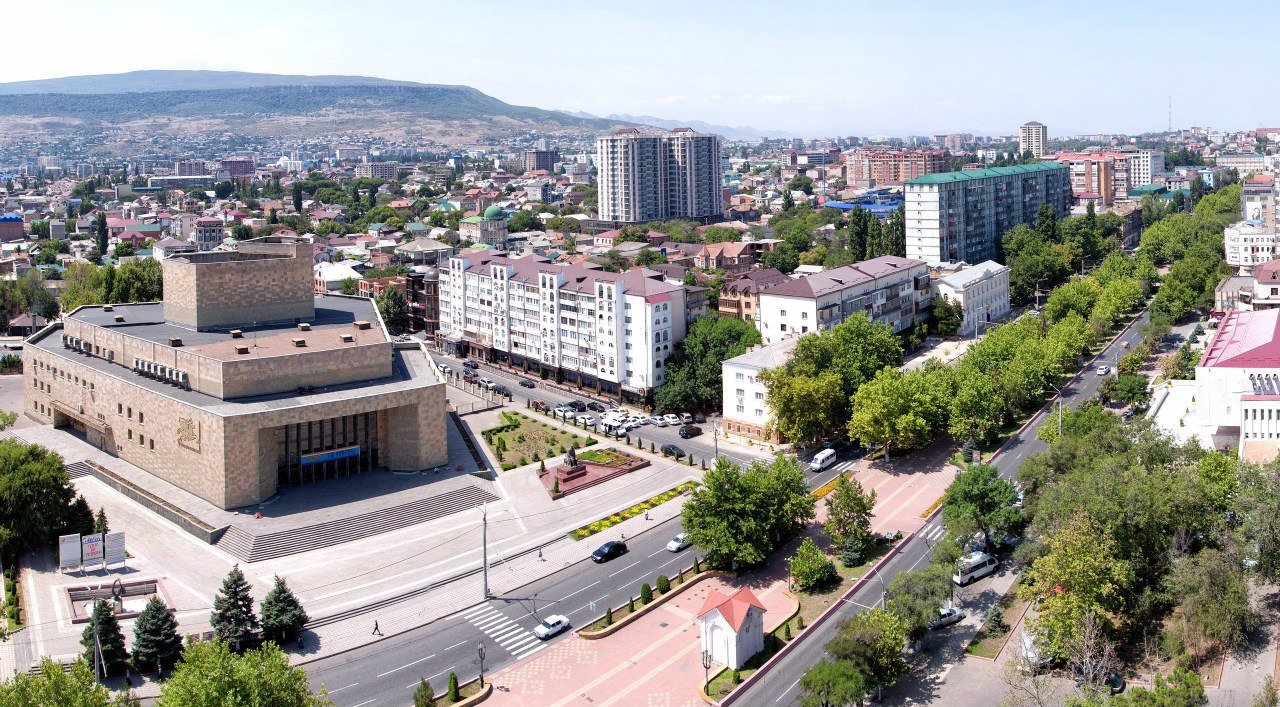
العاصمة محج قلعة

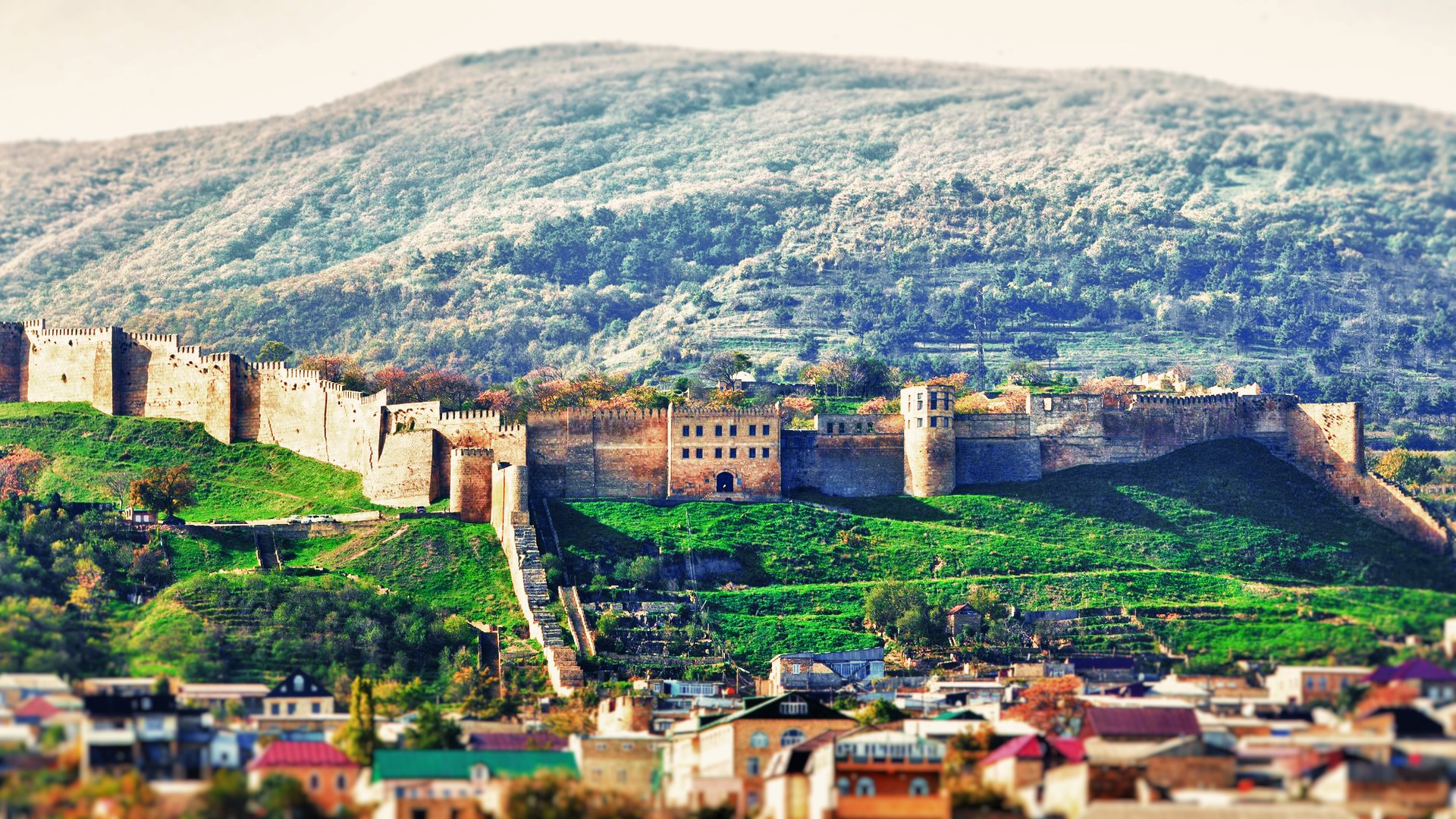
مدينة دربند التاريخية

- محج قلعة - عاصمة الجمهورية، وتبعد عن العاصمة موسكو 2166 كم. والمدينة هي الميناء الروسي الوحيد على بحر قزوين الذي لا يتجمد في فصل الشتاء، فيها مركز لبناء السفن وتكرير النفط. محج قلعة من أكثر المدن القوقازية تنوعا عرقيا ومعماريا إلى جانب موقعها الجغرافي الذي يجعل منها حلقة وصل بين شواطئ بحر قزوين وسلسلة جبال القوقاز. وتعتبر المدينة مركزا علميا ضخما في منطقة شمال القوقاز، حيث يوجد فيها مركز الأبحاث العلمية التابع لأكاديمية العلوم الروسية، إضافة إلى حوالي 20 معهد أبحاث في مختلف المجالات العلمية كما يوجد فيها 12 فرعا للجامعات الروسية.

مدينة محج قلعة اليوم مركز تجاري وسياسي وعلمي وثقافي كبير في جنوب روسيا الاتحادية. ويبلغ عدد نفوسها حوالي 550 ألف نسمة يمثلون أكثر من 60 قومية. وفيها مسجد تاريخي قديم مسجد «الجمعة» وهو أكبر مسجد في أوروبا.
- ديربينت أو دربند - مدينة إسلامية تاريخية شهيرة، يطلق عليها اسم «باب الأبواب». وتقع على ساحل بحر قزوين إلى الجنوب الشرقي من عاصمة محج قلعة. وهي ثاني أكبر مدن الجمهورية وتبعد عن مدينة محج قلعة 121 كم. وعن العاصمة موسكو 2212 كم. وهي أيضا من أجمل مدن الجمهورية وسط الحقول والبساتين، وتحف بها جبال القوقاز من كل الجهات إلا من جهة الشرق حيث البحر. وفيها مسجد جامع كبير، يعود تاريخ بنائه إلى القرن الثامن الميلادي، بناه مسلمة بن عبد الملك في سنة 734 م. ودربند مدينة قديمة جدا كانت مسورة، وسورها داخل في البحر، وهي محكمة البناء، موثقة الأساس. وكانت من أعظم الثغور الإسلامية وأجلها.
فتح المسلمون دربند سنة 19 هجرية، وكان قائد الفتح سراقة بن عمرو وكان في مقدمة الجيش عبد الرحمن بن ربيعة

### التعليم

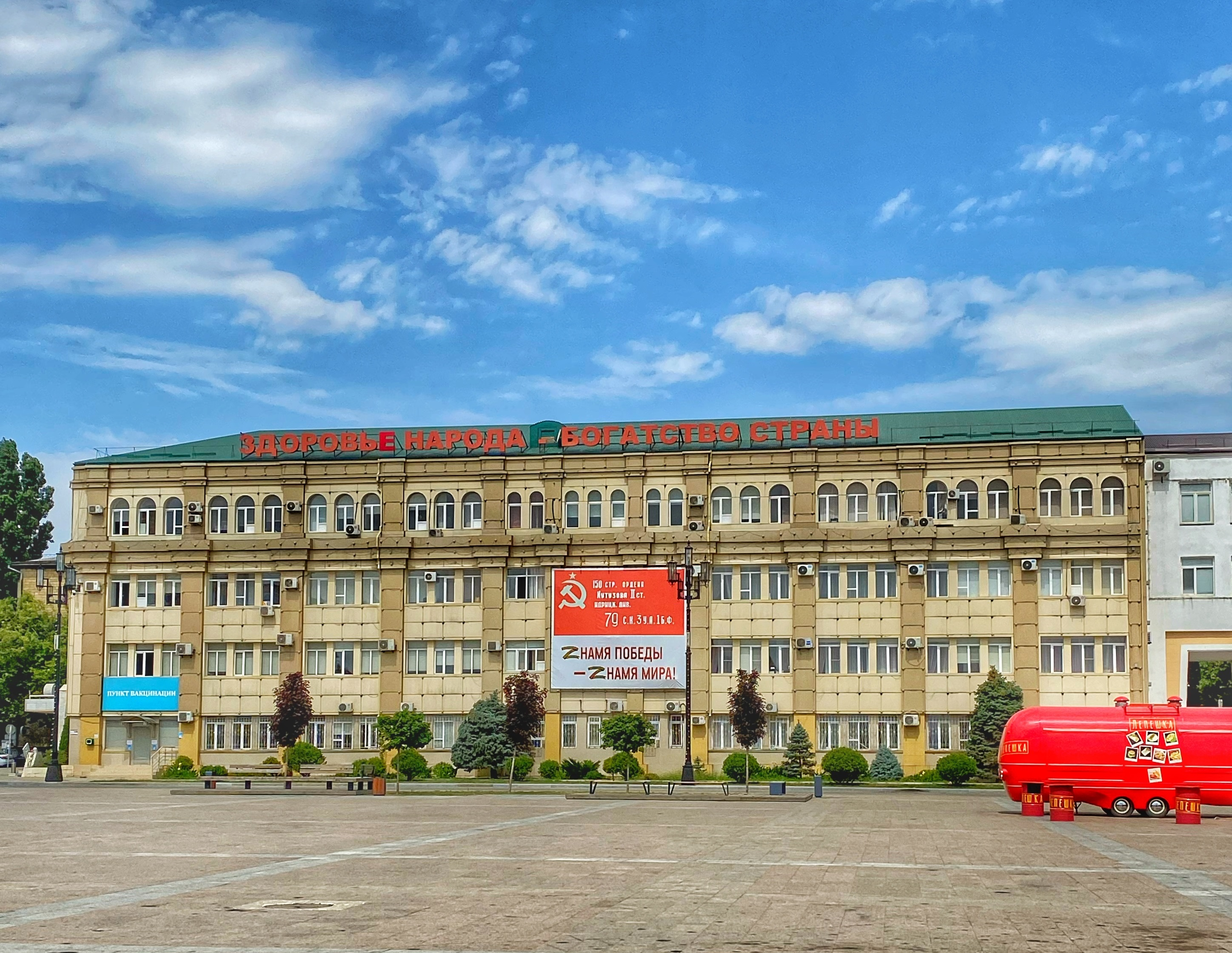
جامعة داغستان الطبية الحكومية
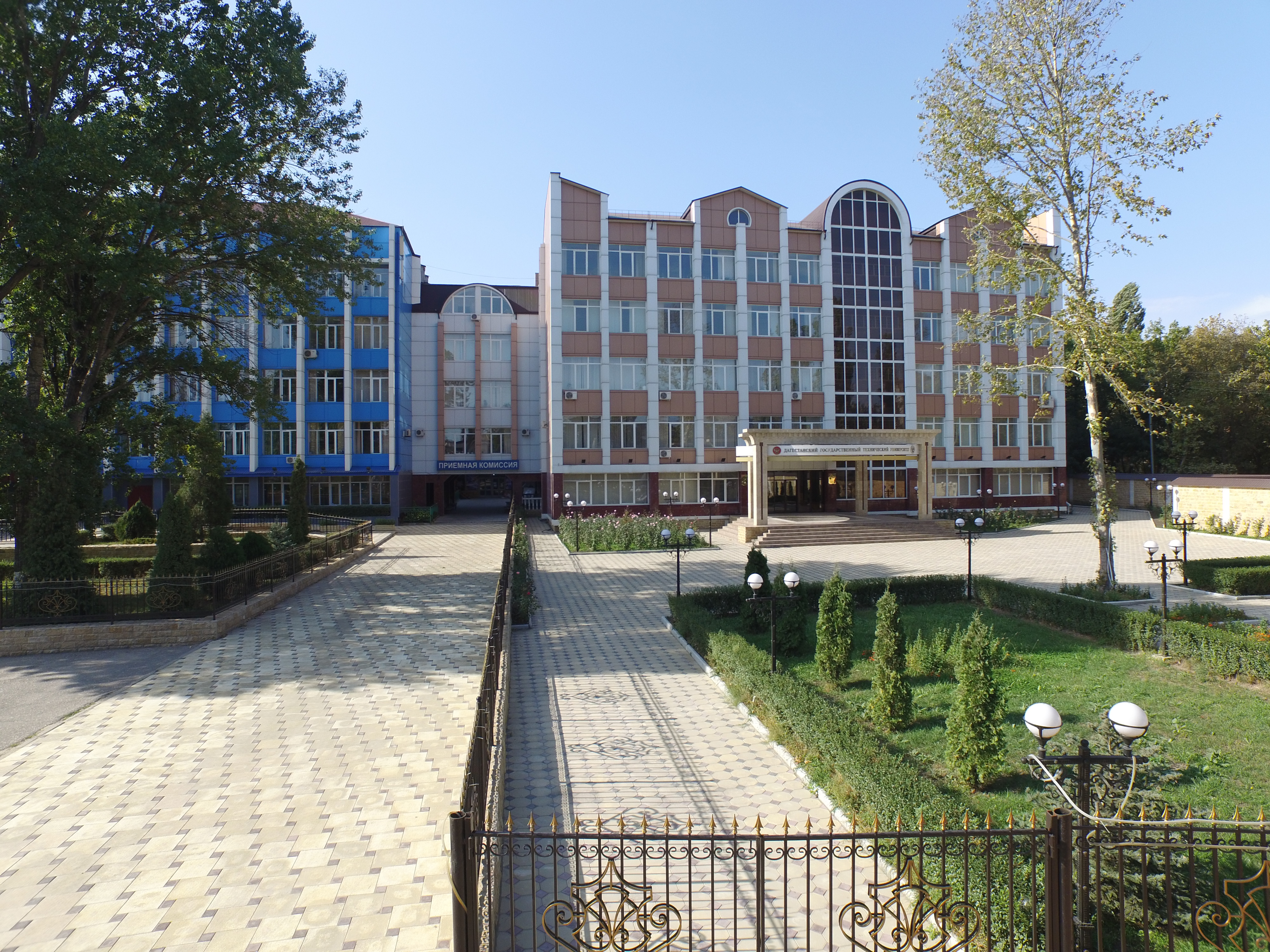
جامعة داغستان التقنية الحكومية
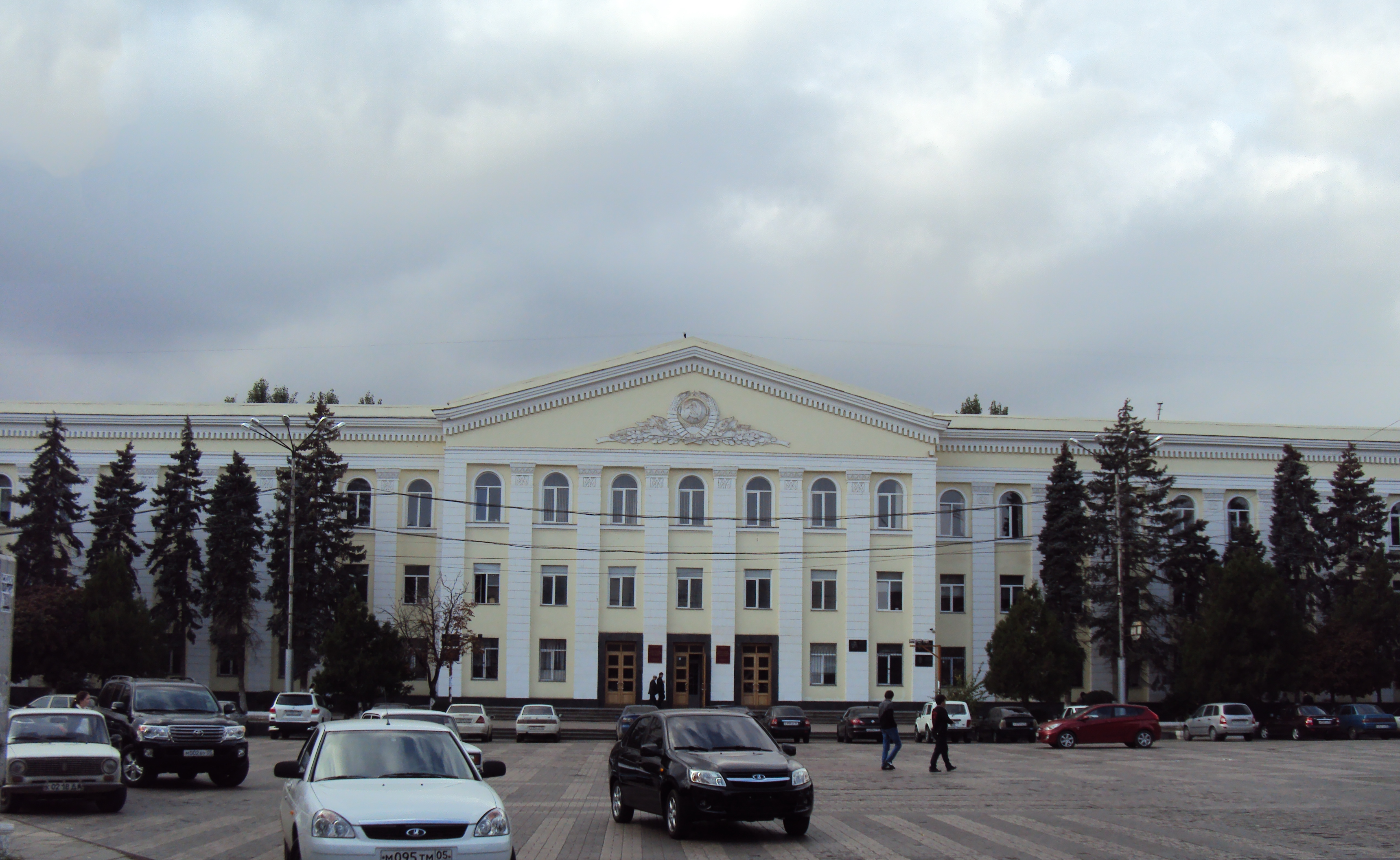
جامعة داغستان الحكومية

يلتحق الأطفال بالمدارس لمدة 11 سنة، ابتداء من عمر 6 سنوات. مدة الدراسة بالمدارس: من السنة الأولى إلى الرابعة مرحلة ابتدائية، ومن الخامسة إلى التاسعة مرحلة متوسطة، ومن التاسعة إلى الحادية عشر مرحلة ثانوية. والمدارس الثانوية تركز على العلوم والرياضيات بالإضافة إلى مواد أخرى. واللغة الإنجليزية هي اللغة الأجنبية التي تدرس في مدارس داغستان على نطاق واسع كما في بقية المناطق الروسية.

التعليم المجاني مكفول لجميع المواطنين بموجب الدستور، لكن التعليم ما بعد المرحلة الثانوية المدعوم يعتمد على قدرة الطالب التنافسية بدرجة كبيرة.

تعمل في داغستان 14 مدرسة إسلامية وبلغ عدد طلابها في 1 أكتوبر 2009 إلى 1636 طالبا. إضافة إلى ذلك تقع في محج قلعة جامعة شمال القوقاز للتربية والتعليم والبحوث الإسلامية والتي أنشأت عام 2007. كما توجد في العاصمة جامعة إسلامية باسم الشيخ محمد عارف ومعهد اللاهوت والعلاقات الدولية.

المؤسسة التعليمية الرئيسية في داغستان هي جامعة ولاية داغستان الحكومية، وهي أكبر جامعة في شمال القوقاز.
ويقع في محج قلعة مركز الأبحاث العلمية التابع لأكاديمية العلوم الروسية، إضافة إلى حوالي 20 معهد أبحاث في مختلف المجالات العلمية. ويوجد في المدينة حاليا عدد كبير من المدارس و 5 جامعات حكومية مثل جامعة داغستان الحكومية التي تعتبر أكبر جامعة في شمال القوقاز، إضافة إلى وجود 12 فرعا للجامعات الروسية. كما أسست فيها 23 جامعة ومعهد أهلي، بالإضافة إلى الثانويات المهنية المختلفة.

## التاريخ
المقال الرئيسي: تاريخ داغستان

### التاريخ القديم

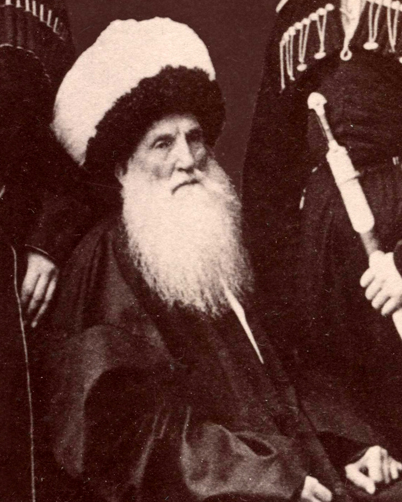
الإمام الشيخ شامل الغِيمْرَاوِي رمز المقاومة الداغستانية والقوقازية

تعتبر داغستان منذ قديم الزمان موطنا عريقا للزراعة وتربية الحيوانات. ونشأت أول دولة في أراضيها في القرن الخامس قبل الميلاد، وهي دولة ألبانيا القوقاز التي كانت عبارة عن دولة متألفة من 26 دويلة واقعة في جنوب داغستان وشمال أذربيجان. وكانت أسلاف القوميات الناطقة باللغات الداغستانية القوقازية . وكانت تلك الدولة في مختلف مراحل تاريخها تقيم علاقاتها مع حكام إيران الساسانية والخلفاء المسلمون. وظل كيانها حتى القرن السابع عشر الميلادي حيث دمرها الروس.
وقعت ألبانيا القوقاز في ملتقى الحضارات ودروب القوافل والهجرة. لذلك كانت دوما تخوض الحروب المستمرة من أجل الاستقلال مع الفرس والروم والهنود والخزر والروس الذين هدموها في آخر المطاف.
واعتنقت كل الشعوب الداغستانية في القرون الأولى الميلادية الدين المسيحي. ودخلت في الإسلام مع بداية انتشار الإسلام وكانت أولى الأمم المعتنقه للإسلام الذي عم شمال القوقاز كله.

### القرون الوسطى
ظهرت في القرون الوسطى على مضمار التاريخ شعوب داغستانية أخرى لتشكل دولا لها. واقام شعب لاك دولة لاكز ومن بعدها أقاموا خانية غازي كوموخ وأقام شعب اللزغي خانية شيروان. وشكل الشعب الأفاري دولة أفارستان ودولة تاركين الشمخلية وإمارة كيتاغ – تاباساران. وبدأت في الفترة ذاتها تقوم دولة داغستانية موحدة.
ثمة سبب هام جعل شعوبًا تنطق اللغات المختلفة وتنتمي إلى الثقافات المتباينة تندمج في دولة واحدة، وهو حاجة إلى مقاومة الغزاة الوثنيون والصفويون والروس الذين كانوا عمدًا يغيرون الوضع الديموغرافي في البلاد بتهجير الروس والإيرانيين إلى أحسن الأراضي الداغستانية. لكن هذه الشعوب قربت بعضها من البعض مع مرور وقامت وشكلت قومية داغستانية واحدة.
صفحات التاريخ الداغستاني حافلة ببطولات الداغستانيين الذين كانوا يذودون عن وطنهم. فرسان تشينغيز خان الذين اجتاحوا الصين وأخضعوا دول آسيا الوسطى وإيران وإمارات الروس القديمة لم يتمكنوا من الاستيلاء على قلعة دربند. واستطاع المغول بقيادة حفيد تشينغيز خان الخان باتيه تحقيق ذلك في عام 1239 بعد فرض الحصار الطويل على المدينة.
واشتهر أهالي بلدة ريتشا ببطولاتهم وصمودهم حين كانوا يصدون هجمات المغول المتفوقين عليهم لمدة شهر. وبعد أن قتل رجال البلدة ودخل المعتدون فيها استمر الأطفال والشيوخ في القتال حتى هدم كل منشآتها وسقط كل من بقى على قيد الحياة على أيدي المغول. وفي عام 1240 لقي المغول في طريقهم إلى القوقاز مدينة غازي كوموخ التي صمد أهاليها في وجههم وأجبروهم على مغادرة داغستان.
وتعرضت داغستان في القرن الرابع عشر لغزو وحشي آخر قام به الخان تيمورلنك الذي كان قد اكتسح الهند وإيران والصين ووسط آسيا. لكن عندما وصل القوقاز جهز المسلمون جيشاً استطاع دحره.

### التاريخ المعاصر

#### داغستان ضمن الإمبراطورية الروسية

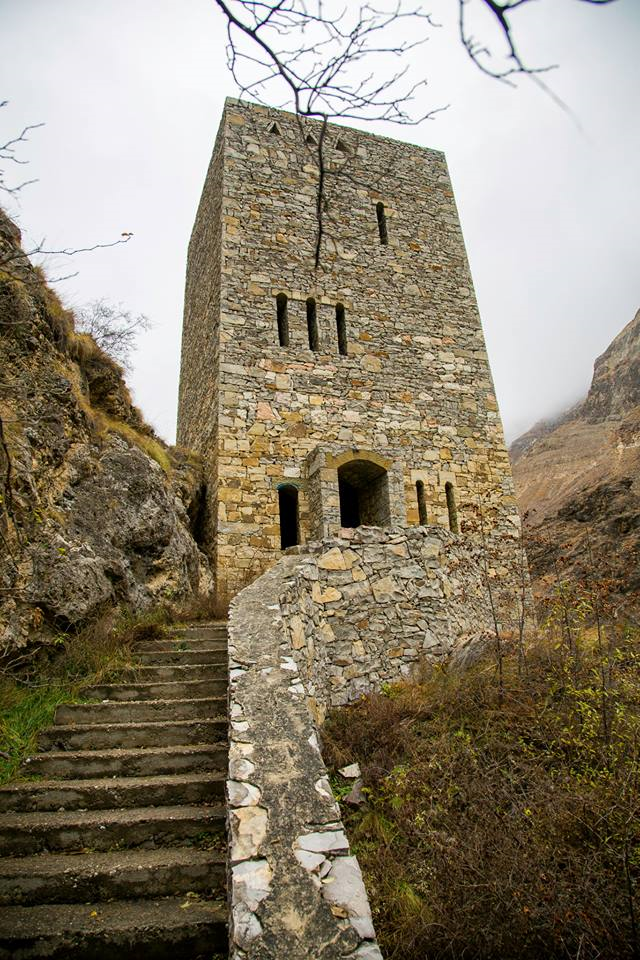
برج الحراسة في غيمري حيث استشهد الإمام الأول غازي محمد الغيمراوي

كانت روسيا في الفترة ما بين عام 1588 إلى عام 1607 تخوض الحرب مع الإمارة الشملخية. وانتهت الحرب بتبادل الأسرى عام 1607، وذلك بوساطة شاه إيران عباس الأول وعقد اتفاقية الهدنة.
في عام 1594 قام جيش القيصر فيودور ايفانوفيتش بالحملة العسكرية ضد الإمارة الشملخية ليتربع أحد أقارب قيصر كاخيتيا على عرش الإمارة. واستولت القوات الروسية على مدينة تركي لكنها وجدت نفسها بعد ذلك محاصرة بقوات الملك وحليفه الخان الآفاري. ولم يستطع فك الحصار إلا ربع الجيش الروسي.
قامت قوات القيصر بطرس الأكبر في عام 1722 بالحملة العسكرية في المنطقة وضمت شاطئ قزوين الشمالي إلى روسيا.
السلام لم يحل في داغستان باندماجها في روسيا. واتسمت سياسة الروس في القوقاز بالشراسة والقسوة تجاه شعوب جبال القوقاز المحبة للحرية. وكانت الثورات تشتعل من وقت إلى آخر.
في القرن الخامس عشر سيطر العثمانيون على داغستان والمناطق المجاورة، ودخل الإسلام تدريجيًا ضمن السكان، ومع ضعف الدولة العثمانية تدريجيًا في القرن الثامن عشر، أصبحت المنطقة متنازع عليها بين ثلاثة قوى هي: العثمانيين والروس والفرس، وفي عام 1813 م، تم توقيع اتفاق غولستون بين الروس والفرس، ينص بموجبه على سيطرة روسيا على الإقليم.

حدثت ثورة في عام 1829 م، ضد الحكم الروسي في المناطق الجبلية من داغستان، كان قائدها آنذك غازي محمد الغيمراوي الذي انتخب من قبل علماء داغستان إماما لهم. فبعد استشهاد إمام غازي محمد في قرية غيمري وهي مسقط رأسه، انتخب حمزة بيك إماما ثانيا لداغستان. وبعد مرور عدة أشهر قتل حمزة بيك يوم الجمعة في المسجد. وجاء بعده مجاهد من المجاهدين العظام، لم تشهد الساحة القوقازية مثيلا له من قبل، إنه الإمام الشيخ شامل الغِيمْرَاوِي من قرية غيمري الداغستانية، الذي قاد النضال وحمل راية الجهاد، ضد الغزاة الروس قرابة خمس وثلاثين سنة وألحق بهم هزائم بشعة. وهو الإمام الذي اختاره العلماء والشعب والذي استطاع أن يؤسس دولة «الإمامة» التي شملت داغستان والشيشان.
في عام 1860 تم تشكيل إقليم داغستان تحت الإدارة العسكرية الروسية ضمن الإمبراطورية الروسية. وفي عام 1877 شهدت ثورة جديدة ضد القوات الروسية الذي ترأسه نجل الإمام شامل. وساعده أنباء الإنزال الناجح للقوات العثمانية في أبخازيا. وتم قمع الثورة بقسوة وإعدام كثير وتهجير آخرين إلى سجون في أقاليم روسيا الباردة.
ومن جهة أخرى لعب انضمام داغستان إلى روسيا دوراً إيجابياً للروس وساعد على تطوير تداول السلع والأموال وتوسيع علاقات التجارة والاقتصاد. لكن مستوى معيشة الشعب الداغستاني ما زال في أواخر القرن التاسع عشر ومطلع القرن العشرين متدنيا جدا.
وقد أيدت داغستان ثورة أعوام 1905 – 1907 ثم ثورة أكتوبر في روسيا عام 1917. كما شاركت داغستان بنشاط في الجهاد ضد الروس.

#### داغستان ضمن الاتحاد السوفيتي
شارك الداغستانيون والقوقاز في الحرب العالمية الثانية في الجبهة الشرقية ضد الألمان. ومات الآلاف من الداغستانيين بالبرد والنار. وفي سنوات التي أعقبت الحرب العالمية الثانية شهدت داغستان نهضة إقتصادية كبيرة للروس. وبدأت في خمسينات وستينات القرن الماضي هجرة إهالي الجبال إلى الوديان بحثا عن ظروف معيشية أفضل، بسبب فرض الشيوعية الأمر الذي أدى إلى انحطاط نظام الزراعة الجبلي التقليدي القائم على زراعة الخضار في حقول واقعة على سفوح الجبال وفقدان التقاليد والعادات الشعبية العريقة.

#### داغستان ضمن روسيا الاتحادية
تغير الوضع القانوني للجمهورية بعد تفكك الاتحاد السوفيتي عام 1991 حين تم تغيير تسميتها وصارت تدعى جمهورية داغستان.
تم عام 2006 استحداث منصب رئيس الجمهورية في داغستان تحت سلطة الروس الذي شغله موخو علييف المدرس في المدرسة الثانوية سابقا.. وفي عام 2010 انتخب محمد سلام محمدوف رئيسا ثانيا للجمهورية.

## السياسة والحكومة

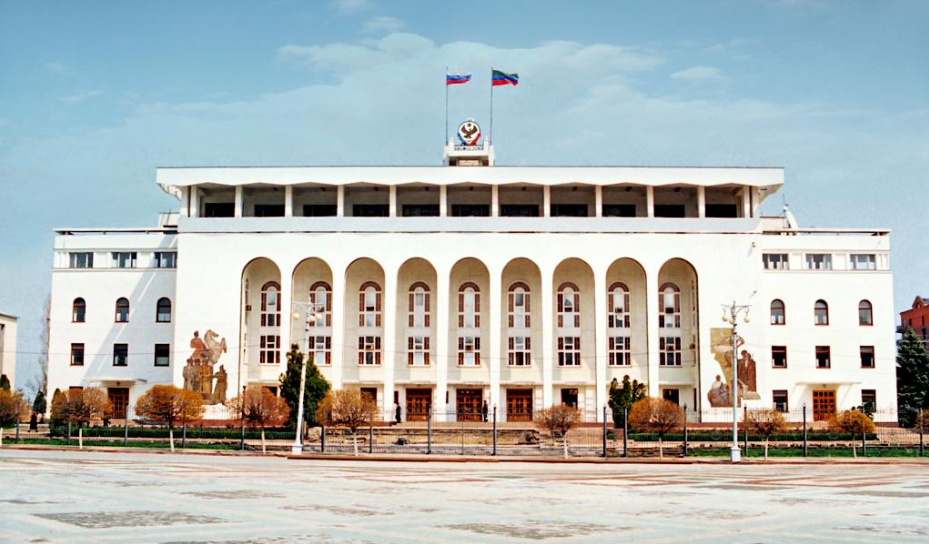
"البيت الأبيض" - مقر رئاسة داغستان في العاصمة محج قلعة

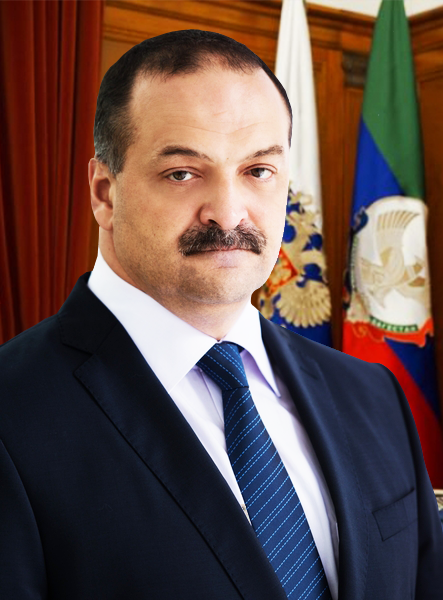
سيرغي ميلكوف - القائم بأعمال رئيس داغستان

داغستان – جمهورية ذات حكم الذاتي في روسيا الاتحادية. أعلى منصب في الجمهورية هو – رئيس الجمهورية. والرئيس الجمهورية يتم تعيينه من قبل رئيس الدولة بعد أن يرشحه البرلمان المحلي.

قبل عام 2003 كان يطلق على صاحب أعلى منصب في داغستان – رئيس مجلس الدولة في جمهورية داغستان. وشغل هذا المنصب من 13 مايو 1991 إلى 20 فبراير 2006 محمد علي محمدوف. وفي 10 يوليو 2003 تم تعديل أعلى منصب في الجمهورية من رئيس مجلس الدولة في جمهورية داغستان إلى رئيس جمهورية داغستان.

### الرئيس
رؤساء داغستان:
1. موحو علييف - تولّى المنصب في 20 فبراير 2006 حتى 20 فبراير 2010.
2. محمد سلام محمدوف - تولّى المنصب من 20 فبراير 2010 حتى 28 يناير 2013 حيث أقاله الرئيس الروسي فلاديمير بوتين.
3. رمضان عبد اللطيفوف - تولّى منصب رئيس داغستان في 28 يناير 2013.

في 20 فبراير 2010 بترشيح رئيس الدولة فلاديمير بوتين تم انتخاب موحو علييف أول رئيس لداغستان. والذي كان يترأس البرلمان المحلي من 1991.

### دستور
القانون الأساسي للكيان الفيدرالي روسي داغستان هو دستور جمهورية داغستان المعتمد في 2003.

### هيئة تشريعية
برلمان داغستان (مجلس الشعب الداغستاني) يتكون من 90 عضواً ينتخبون لمدة 5 سنوات.

يمتلك نواب البرلمان الداغستاني الصلاحيات التالية:
1. اعتماد قوانين جمهورية داغستان؛
2. تعديل دستور الجمهورية، باستثناء الفصل الأول؛
3. وضع إجراءات للانتخابات في دوائر الحكومة المحلية وتقرير أمور حكومة محلية ضمن صلاحياتهم؛
4. إنشاء شعبة إدارية إقليمية لجمهورية داغستان؛
5. الاعتماد والموافقة على الميزانية الوطنية وتقرير عن تنفيذه؛
6. اعتماد التنمية الاقتصادية والاجتماعية لجمهورية داغستان؛
7. منح الموافقة لرئيس الجمهورية في تعيين رئيس الحكومة لجمهورية داغستان؛
8. تعيين رئيس، ونائب رئيس، وقضاة المحكمة الدستورية لجمهورية داغستان؛
9. الموافقة على المرشحين في منصب رئيس ونائب رئيس، وقضاة المحكمة العليا لجمهورية داغستان، ومحكمة التحكيم لجمهورية داغستان، ومحاكم مقاطعات جمهورية داغستان؛
10. الموافقة على إبرام وإنهاء عقود جمهورية داغستان، وكذلك الاتفاق على تعديل حدود سياسية لجمهورية داغستان؛
11. تحديد موعد الانتخابات النيابية في مجلس الشعب لجمهورية داغستان؛
12. تعيين وترشيح نصف أعضاء لجنة الانتخابات في جمهورية داغستان؛
13. إعلان استفتاء جمهورية داغستان في الحالات وبالطريقة التي ينص عليها القانون الدستوري الجمهوري؛
14. اعتماد الضرائب والرسوم المشار إليها في القانون الاتحادي للاتحاد الروسي، وكذلك ترتيب جمعها؛
15. وضع إجراءات لإدارة تصرف في ممتلكات لجمهورية داغستان؛
16. واعتماد البنود الأخرى المنصوص عليها في القانون الاتحادي لروسيا ودستور وقوانين لجمهورية داغستان.

### هيئة تنفيذية
كان مجلس الدولة هو القوة التنفيذية العليا حتى فبراير 2006. وتتألف الهيئة التنفيذية في داغستان من ممثلي 14 شعوب داغستان.

حكومة جمهورية داغستان تحمل في صلاحياتها:
1. توجيه السلطات التنفيذية لجمهورية داغستان؛
2. وضع وتنفيذ برنامج التنمية الاجتماعية والاقتصادية والثقافية لجمهورية داغستان؛
3. تطوير وتنفيذ الميزانية الوطنية؛
4. تنفيذ تدابير شاملة لضمان التنمية الاجتماعية والاقتصادية لجمهورية داغستان، وسياسة دولة موحدة في مجال التمويل، والعلوم، والتعليم، والصحة، والرعاية الاجتماعية وحماية البيئة؛
5. أن تقوم، وفقا للتشريعات من التدابير لحماية حقوق وحريات الإنسان والمواطن والنظام العام ومكافحة الجريمة؛
6. أن تدير وتتصرف في ممتلكات جمهورية داغستان، وكذلك ممتلكات اتحادية المنقول إلى مكتب جمهورية داغستان؛
7. ممارسة الصلاحيات الأخرى التي ينص عليها الدستور وقوانين جمهورية داغستان، واتفاقات مع الهيئات الاتحادية من السلطة التنفيذية بموجب المادة 78 من دستور الاتحاد الروسي.

## رموز الجمهورية
|                                                                     |  |  |
| شعار داغستان وصورتها على الجانب العكسي لعملة روسية - قيمة 10 روبلات |  |  |

علم داغستان

رموز داغستان الحالية - العلم والشعار - ظهرت بعد عامين من تشكيل الجمهورية في عام 1994. قبل ذلك كانت تستخدم رموز «جمهورية داغستان الاشتراكية السوفيتية ذاتية الحكم».

### العلم الوطني
في عام 1994 بقرار المجلس الأعلى لجمهورية داغستان تم إنشاء علم الجمهورية، وتم الموافقة عليها في 26 فبراير 1994. في عام 2003 تم تغيير العلم قليلا.
وفقا لقانون العلم الوطني لجمهورية داغستان :

المادة 1. العلم الوطني لجمهورية داغستان هو رمز الدولة الرسمية لجمهورية داغستان. العلم الوطني لجمهورية داغستان هو قطعة قماش مستطيلة من ثلاثة نطاقات أفقية متساوية : الجزء العلوي - أخضر والوسطى - أزرق والجزء السفلي - أحمر. نسبة العرض إلى طوله 02:03 .

### الشعار الوطني
اعتمده برلمان جمهورية داغستان في 20 أكتوبر 1994 .
وفقا لقانون الشعار الوطني لجمهورية داغستان :

المادة 1: شعار جمهورية داغستان هو درع أبيض على شكل القرص والذي في منتصفه صورة النسر الذهبي. وتعلوها صورة الشمس الذهبية على شكل القرص، وتحدها زخرفة حلزونية. في قاعدة الدرع توجد صورة ملونة بلونين الأبيض والذهبي للجبال المغطاة بالثلوج والسهول والبحر وفي الخرطوش – «المصافحة». ومن جانبي الشعار يوجد شريط أخضر نقش عليه «جمهورية داغستان» بأحرف بيضاء. تحيط النصف العلوي للدرع شريط ذهبي وفي النصف السفلي شريطان: على اليسار بلون أزرق وعلى اليمين بلون أحمر.

### النشيد الوطني
على أساس القانون رقم 28 لجمهورية داغستان حول «النشيد الوطني لجمهورية داغستان» وافق البرلمان المحلي الداغستاني على النشيد الوطني في 30 أكتوبر 2003 م. مؤلف موسيقى النشيد هو الفنان الشعبي الداغستاني والروسي شيرفاني تشلايف.

## النقل

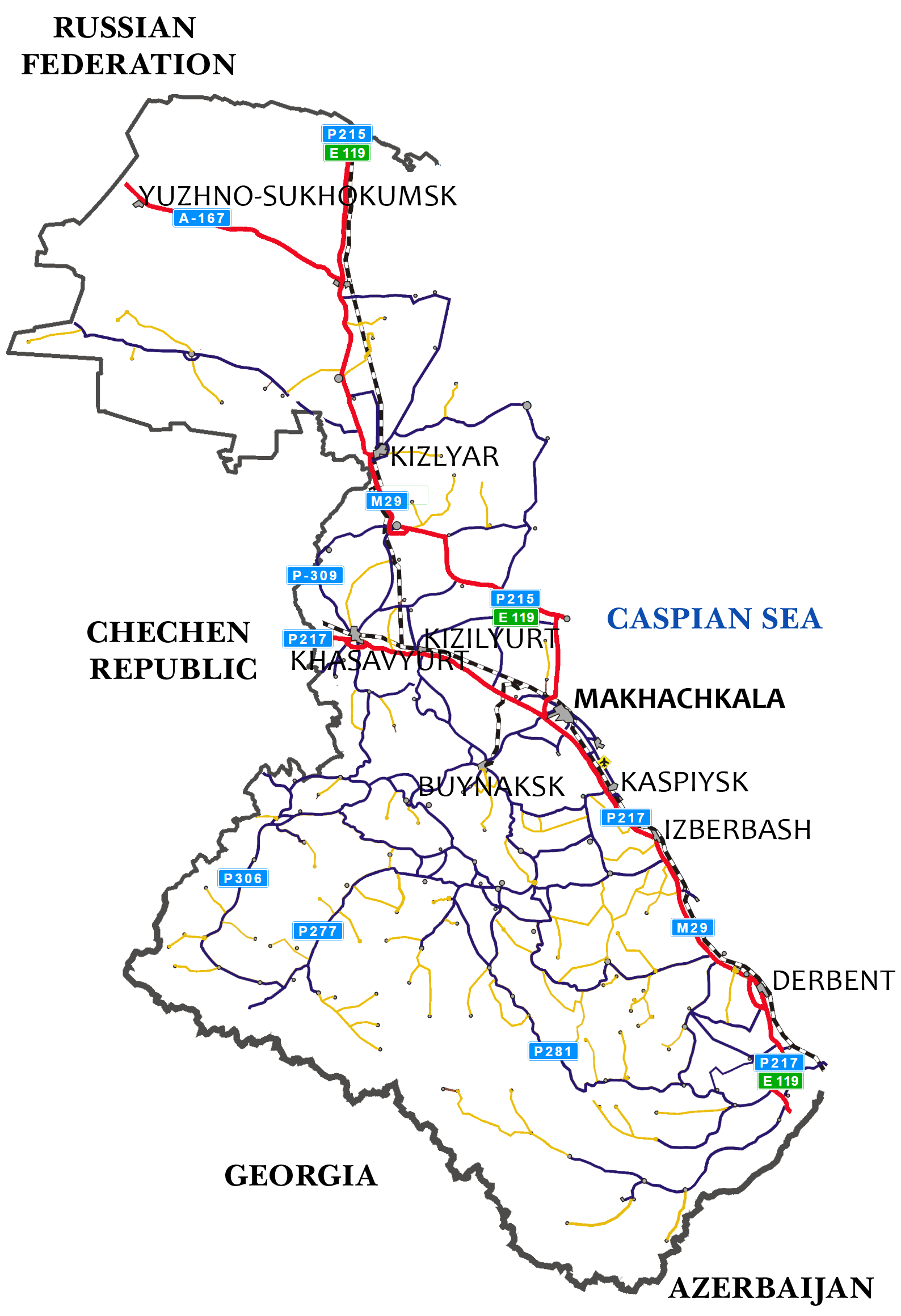
خارطة الطرقات الداغستانية

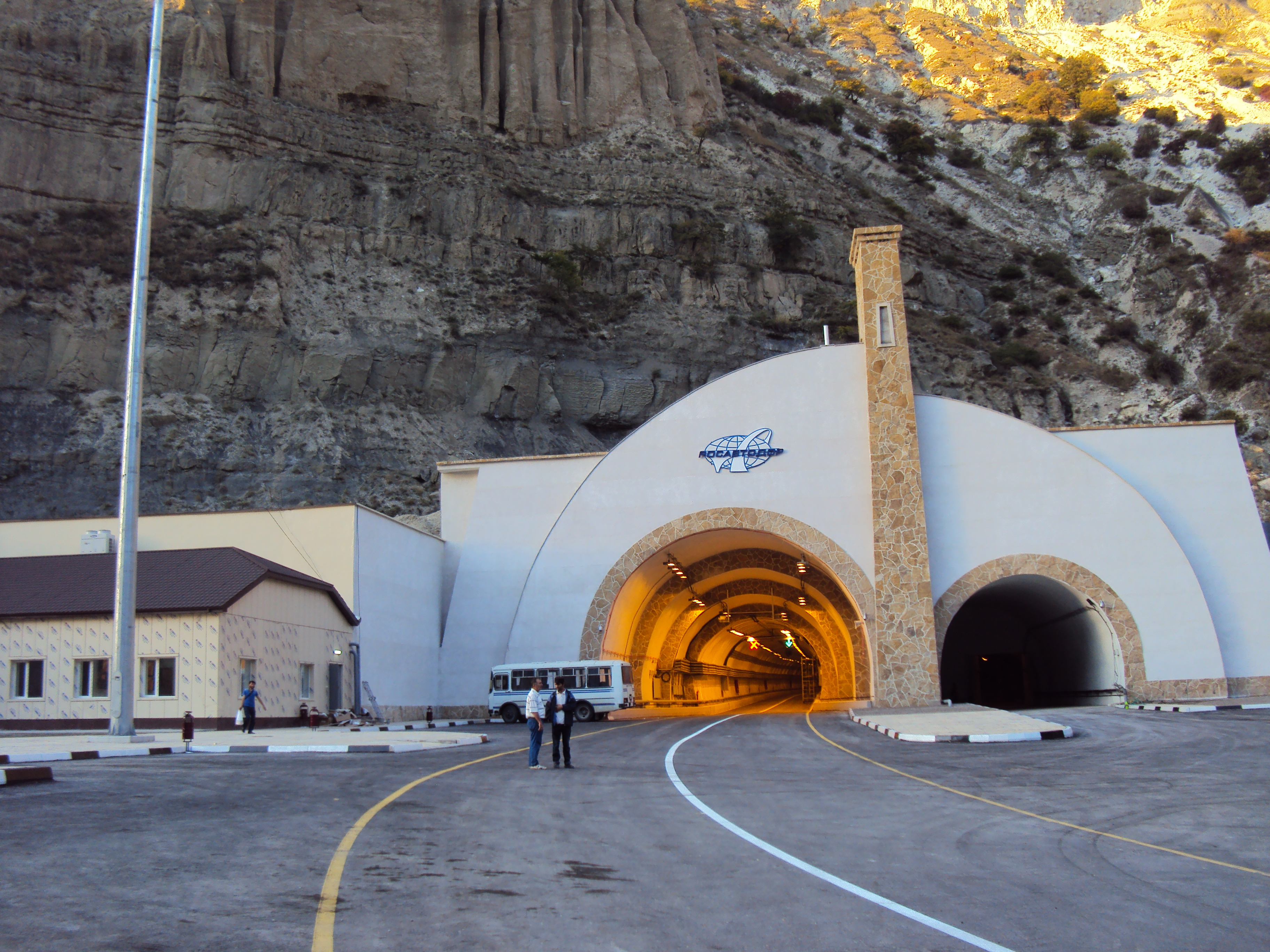
نفق غيمري للسيارات

تقع جمهورية داغستان في موقع جيوسياسي مفيد، إذ تمتلك وصولًا مباشرًا إلى المياه الدولية، ونقطة عبور هامة للعلاقات الاقتصادية الروسية مع إقليم جنوب القوقاز وآسيا الوسطى وكازاخستان وتركيا وإيران.
عبر أراضي جمهورية داغستان تعبر السكك الحديدية، والطرق الجوية والبحرية وخطوط أنابيب النفط والغاز ذات أهمية فدرالية ودولية. ولذلك تحتل مجمع النقل جزءا هاما من البنية التحتية للجمهورية.
الطرق العامة الإقليمية لجمهورية داغستان هي جزء حاسم من البنية التحتية ومواتية للنمو الاقتصادي.
تمتد الطرق العامة الإقليمية في داغستان إلى 8159 كم، بما في ذلك الطرق الفيدرالية 643 كم.

### طرق السيارات
في السنوات الأخيرة تم تغيير بشكل جذري أهم الطرق المؤدية إلى المناطق الجبلية، حيث تم فتح الطرق (أورما – غوبدين، وتشالدا – كراداخ، وغيمري - تشيركاتا).
تمر عبر داغستان الطريق السريع М29 وКавказ، والطرق السريعة: روستوف – باكو، E119 وP216 (أستراخان - كيزليار – محج قلعة)، E50 (بريست – محج قلعة).
حركة الركاب في جنوب الجمهورية تتم عبر مدينة دربند. وفي المناطق الجبلية عبر مدينة بويناكسك، وفي شمال الجمهورية عبر مدينة كيزليار، وفي السهول الوسطى عبر مدينة خاسافيورت، وفي مناطق سفوح المركزية عبر مدينة إيزبيرباش. نقطة عبور مركزية هي مدينة محج قلعة الواقعة عند تقاطع الطرق.

### طرق السكك الحديدية
تمر في أنحاء الجمهورية أهم طرق السكك الحديدية التي تربط روسيا الاتحادية مع دول الجنوب المجاورة، وهي: طريق «محج قلعة - موسكو»، «محج قلعة - أستراخان»، «محج قلعة - سانت بطرسبرغ»، «باكو - كييف»، «باكو - موسكو»، «سانت بطرسبورغ - باكو»،«كيزليار - أستراخان»، «محج قلعة - دربند»، «دربند - حدود الدولة».

### النقل البحري

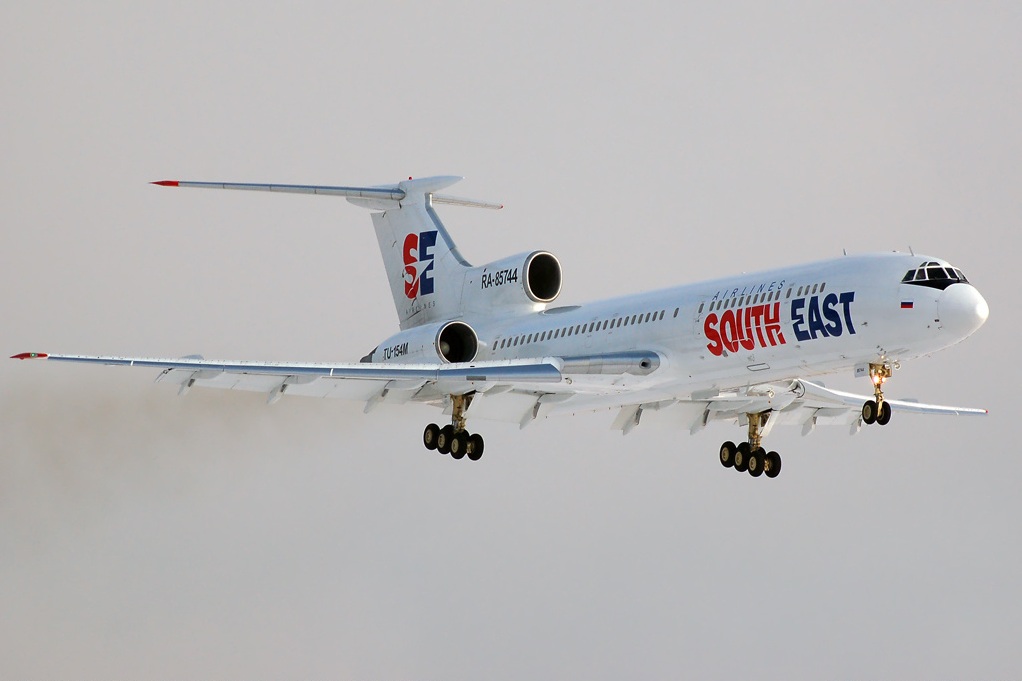
الطائرة التابعة للخطوط الجوية الداغستانية

يوفر ميناء محج قلعة البحري وصلات النقل البحري مع الدول قزوين. وعبر الميناء تمر البضائع الترانزيت من أوروبا الغربية والدول الإسكندنافية والشرق الأوسط والهند وبلدان الشرق.

### الطرق الجوية
تمتلك داغستان خطوطها الجوية الخاصة تحت علامة تجارية «الخطوط الجوية الداغستانية». وكانت هذه الشركة تقوم برحلات داخلية وخارجية إلى مطار محج قلعة الدولي حتى ديسمبر 2011.
في 16 ديسمبر 2011 انتهت شهادة المشغل للخطوط الجوية الداغستانية. وفي 19 ديسمبر 2011 صدر القرار من الوكالة الفدرالية الروسية للنقل الجوي بإلغاء شهادة المشغل للخطوط الجوية الداغستانية.
و بعد إيقاف عمليات شركة الطيران الخطوط الجوية الداغستانية تقوم الخطوط الجوية كوبان والخطوط الجوية تتارية والخطوط UTAIR برحلات داخلية وخارجية من وإلى مطار محج قلعة الدولي.

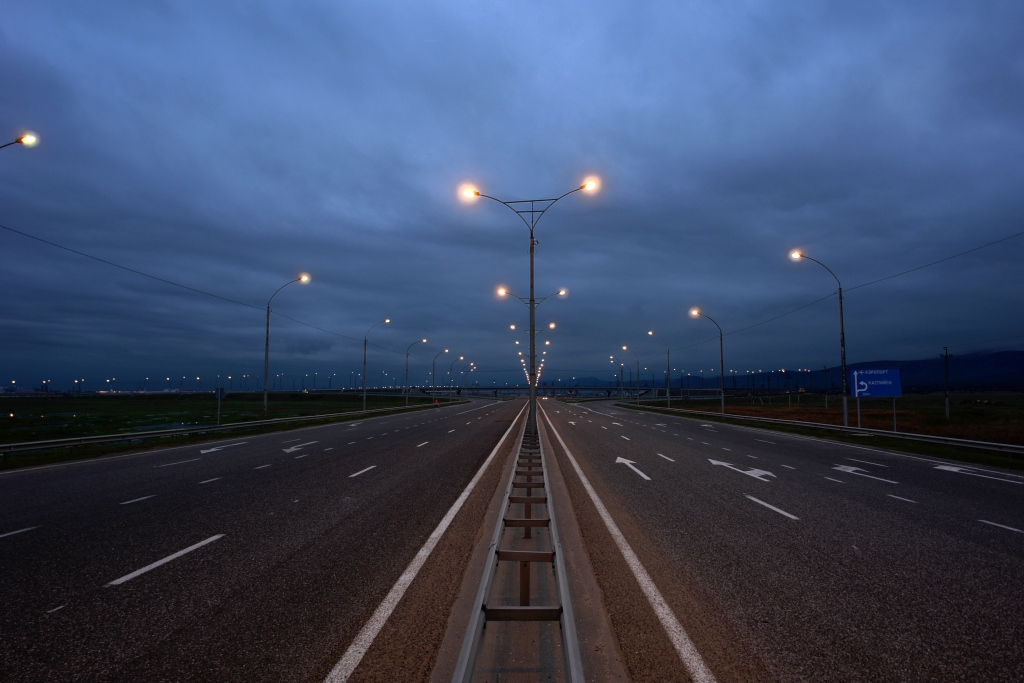
الطريق السريع مطار - محج قلعة
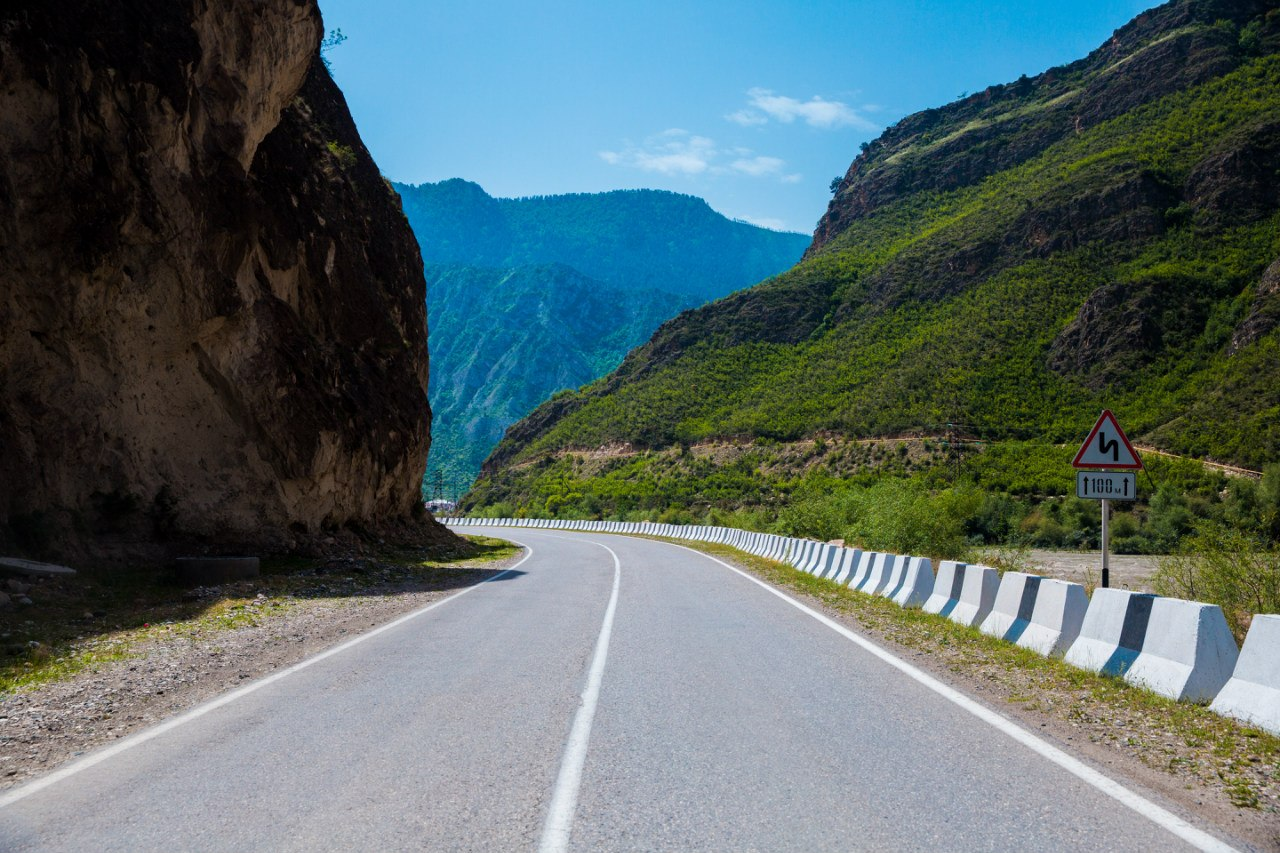
طريق شامل قلعة - جرجبيل
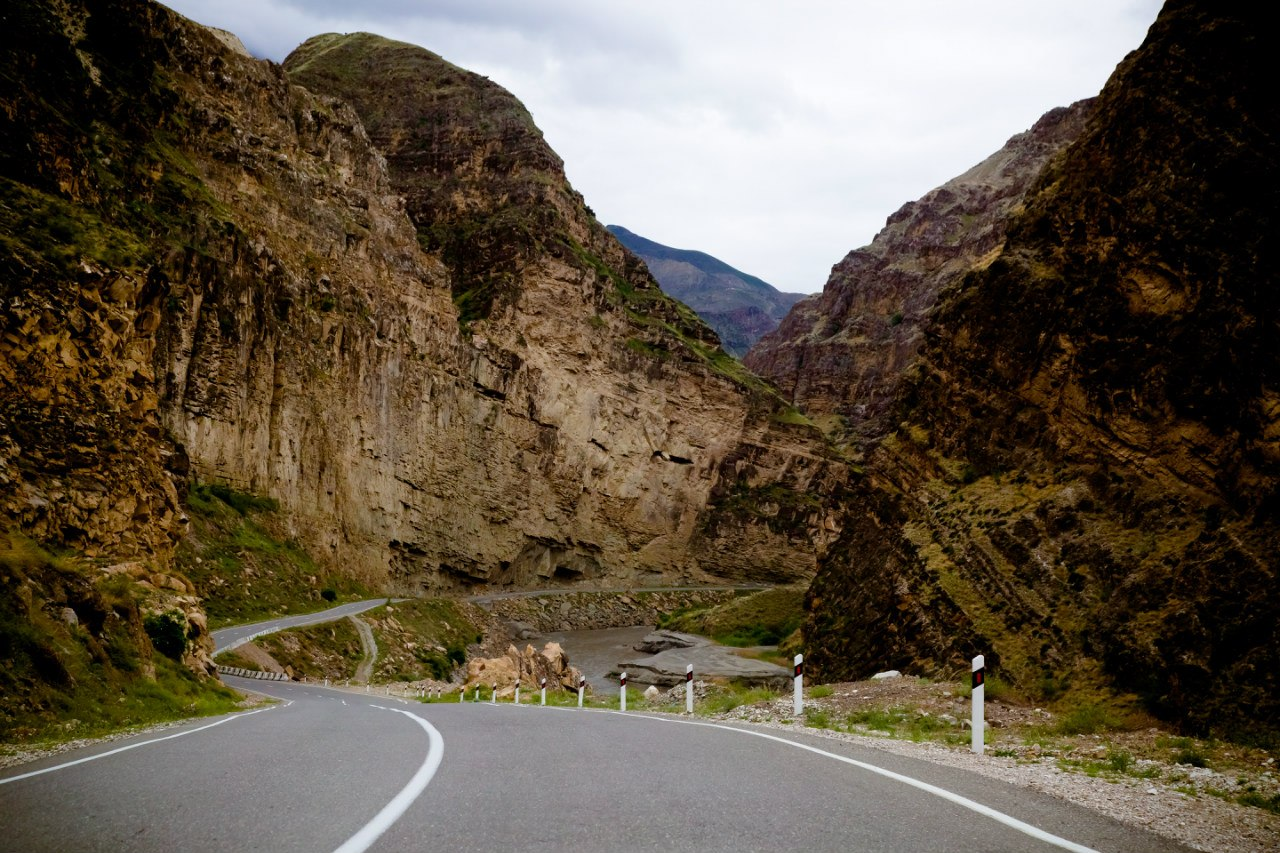
الطريق الجبلي
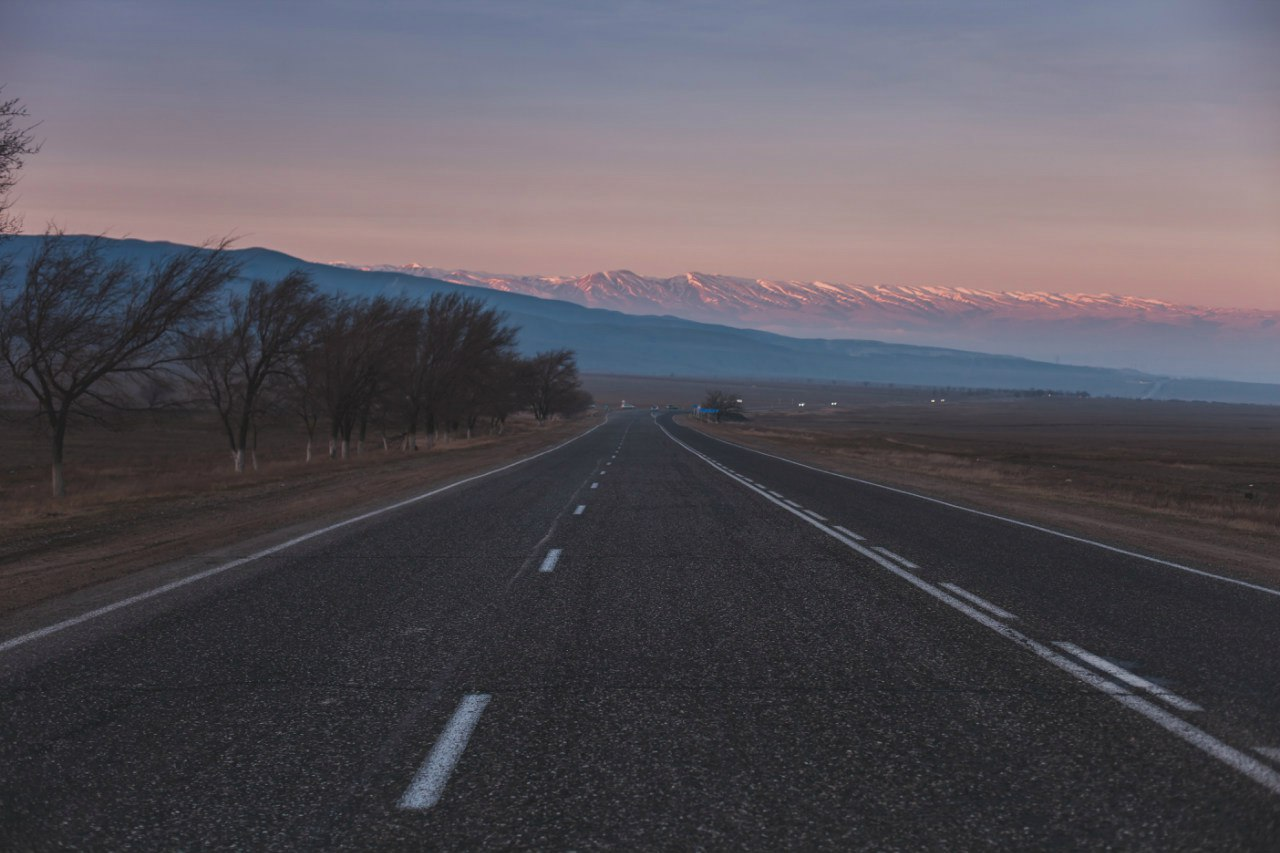
الطريق السريع محج قلعة - بويناكسك
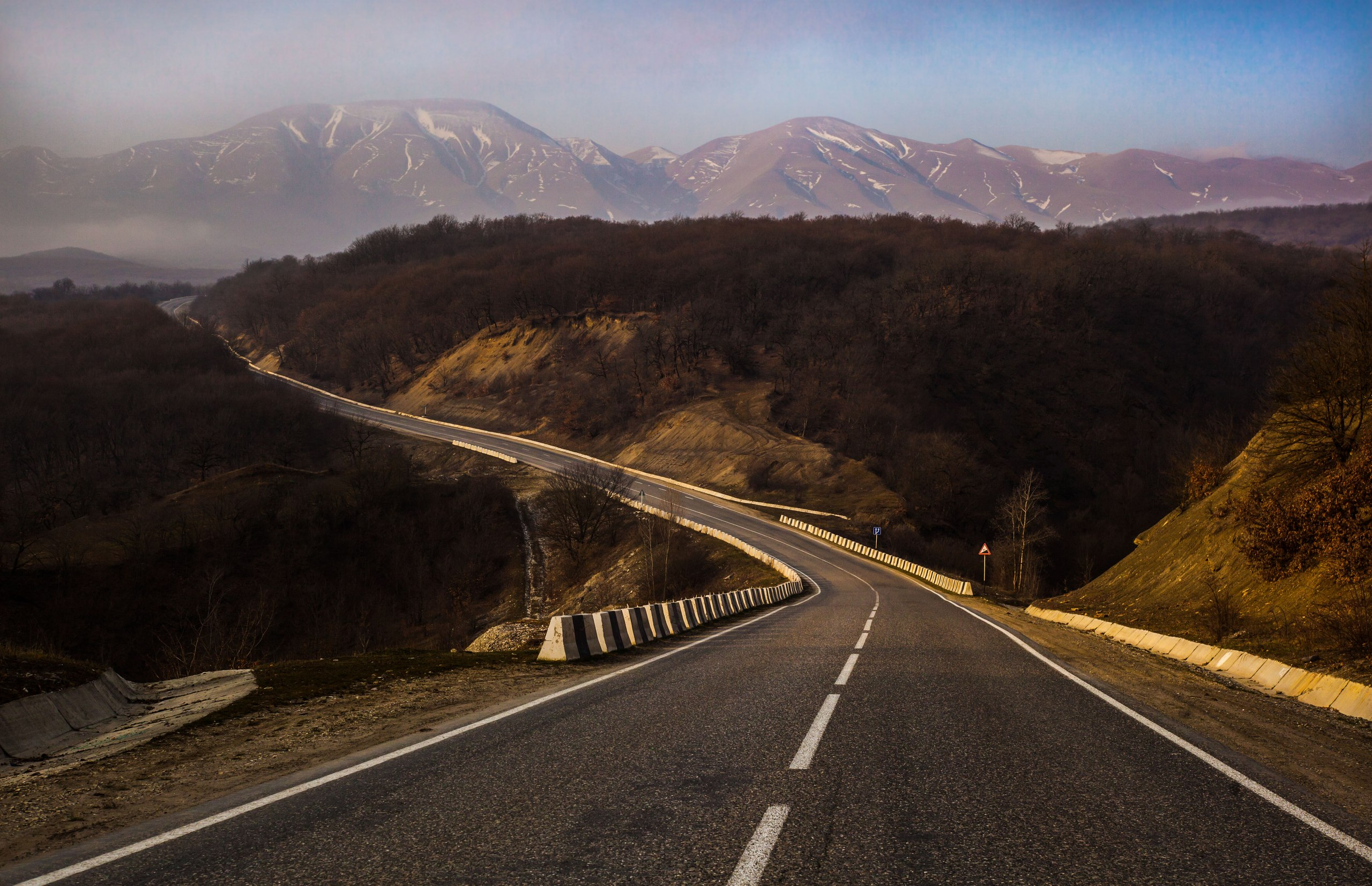
طريق بويناكسك - غيمري

### التقسيمات الإدارية
تقسم داغستان إلى 4 مقاطعات إقليمية والتي تقسم إلى 42 منطقة إدارية 10 مدينة.
| №  | منطقة إدارية        | عدد السكان | الكثافة السكانية، شخص في كم2 | المركز الإداري     |  | №  | منطقة إدارية        | عدد السكان | الكثافة السكانية، شخص في كم2 | المركز الإداري      |
| -- | ------------------- | ---------- | ---------------------------- | ------------------ |  | -- | ------------------- | ---------- | ---------------------------- | ------------------- |
| 1  | منطقة أغول          | 10.647     | 14                           | قرية تبيغ          |  | 22 | منطقة كومتوركالا    | 23.804     | 18                           | قرية كوركماسكالا    |
| 2  | منطقة أكوشا         | 52.462     | 84                           | قرية أكوشا         |  | 23 | منطقة كراخ          | 14.989     | 20                           | قرية كراخ           |
| 3  | منطقة أخواخ         | 21.326     | 73                           | قرية كاراتا        |  | 24 | منطقة لاك           | 11.951     | 17                           | قرية غموق           |
| 4  | منطقة أختي          | 31.622     | 29                           | قرية أختي          |  | 25 | منطقة ليفاشي        | 68.712     | 82                           | قرية ليفاشي         |
| 5  | منطقة بابايورت      | 45.073     | 14                           | قرية بابايورت      |  | 26 | منطقة ماغارامكينت   | 61.187     | 93                           | قرية مغارامكينت     |
| 6  | منطقة بيجطا         | 9.500      | 17                           | قرية بيجطا         |  | 27 | منطقة نوفولاك       | 27.367     | 126                          | قرية نوفو لاكسكويه  |
| 7  | منطقة بوطليخ        | 53.408     | 77.2                         | قرية بوتليخ        |  | 28 | منطقة نوغاي         | 25.539     | 3                            | قرية تيريكلي ميكتيب |
| 8  | منطقة بويناكسك      | 72.761     | 40                           | مدينة بويناكسك     |  | 29 | منطقة رتول          | 21.018     | 11                           | قرية رتول           |
| 9  | منطقة غرغيبل        | 19.225     | 52                           | قرية غرغيبيل       |  | 30 | منطقة سيرغوكالا     | 31.454     | 54                           | قرية سيرغو كالا     |
| 10 | منطقة غومبيت        | 18.482     | 25                           | قرية مخيلتا        |  | 31 | منطقة سليمان ستالسك | 56.081     | 83                           | قرية كاسومكينت      |
| 11 | منطقة غونيب         | 25.633     | 42                           | قرية غونيب         |  | 32 | منطقة تباسران       | 54.205     | 68                           | قرية خوتشني         |
| 12 | منطقة داخادايفسك    | 37.439     | 25                           | قرية أوركراخ       |  | 33 | منطقة تاروموفكا     | 31.654     | 11                           | قرية تاروموفكا      |
| 13 | منطقة دربند         | 93.282     | 113.4                        | مدينة دربند        |  | 34 | منطقة تلاراتا       | 23.069     | 15                           | قرية تلاراتا        |
| 14 | منطقة دوكوزبارا     | 14.906     | 33                           | قرية أسوختشاي      |  | 35 | منطقة أونتسوكول     | 28.710     | 51                           | قرية أونتسوكول      |
| 15 | منطقة كازبيك        | 41.927     | 75                           | قرية ديليم         |  | 36 | منطقة خاسافيورت     | 140.387    | 100                          | مدينة خاسافيورت     |
| 16 | منطقة كايتاغ        | 34.635     | 51                           | قرية مجاليس        |  | 37 | منطقة خيف           | 19.979     | 32                           | قرية خيف            |
| 17 | منطقة كارابوداخكينت | 71.913     | 50                           | قرية كارابوداخكينت |  | 38 | منطقة خونزاخ        | 30.702     | 56                           | قرية خونزاخ         |
| 18 | منطقة كاياكينت      | 55.323     | 87                           | قرية نوفو كاياكينت |  | 39 | منطقة تسومادا       | 22.683     | 21                           | قرية أغفالي         |
| 19 | منطقة كيزيليورت     | 80.450     | 150                          | مدينة كيزيليورت    |  | 40 | منطقة تسونطا        | 17.889     | 14                           | قرية كيديرو         |
| 20 | منطقة كيزليار       | 65.966     | 21                           | مدينة كيزليار      |  | 41 | منطقة تشارادا       | 11.340     | 11                           | قرية تسوريب         |
| 21 | منطقة كولي          | 10.232     | 16                           | قرية فاتشي         |  | 42 | منطقة شامل          | 25.970     | 29                           | قرية حيبدا          |

## الثقافة

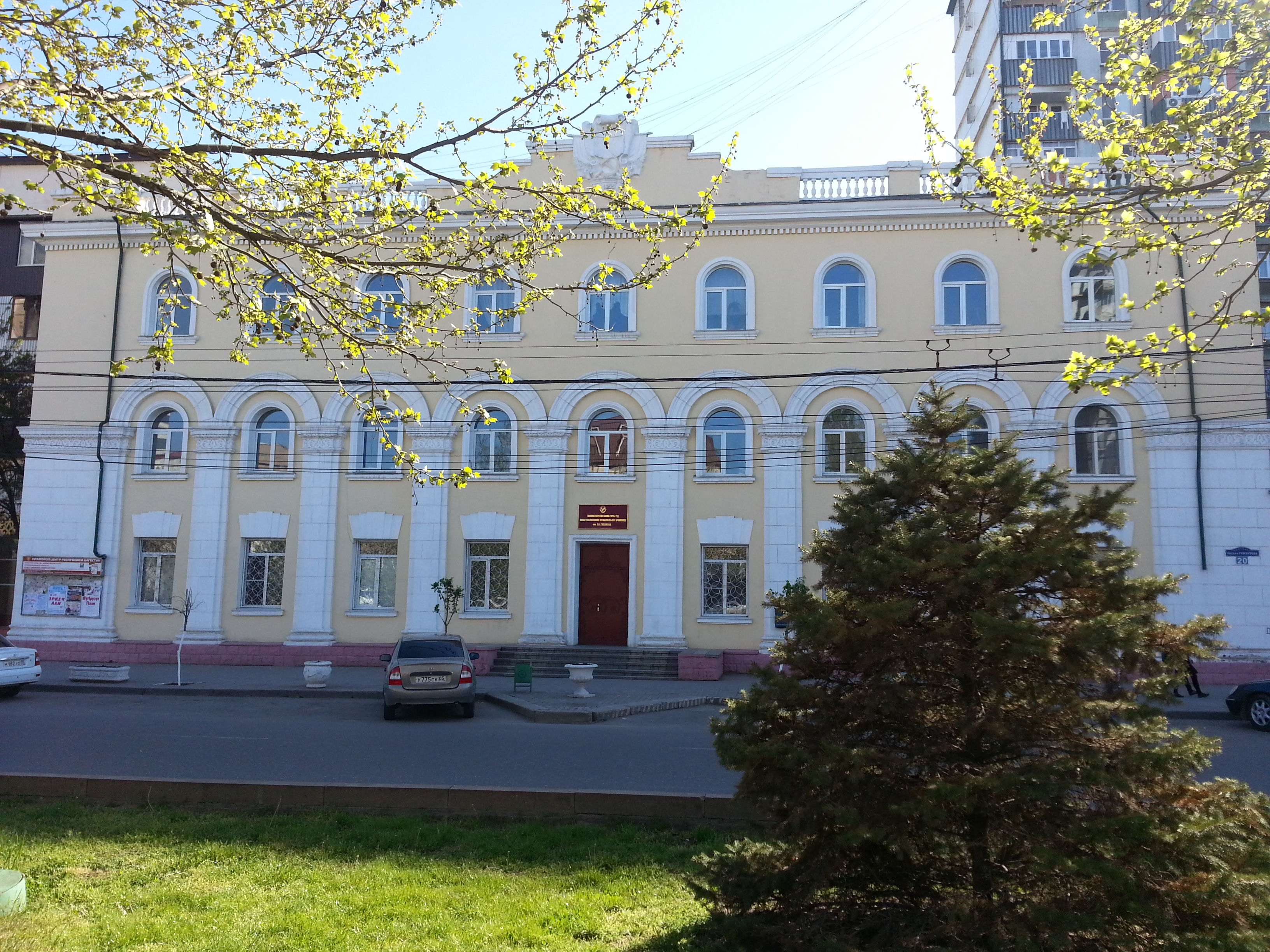
مبنى وزارة الثقافة الداغستانية (أحد فروع وزارة الثقافة الروسية)

الثقافة والفنون الاصيلة لشعوب داغستان وكذلك الحرف الشعبية ومنتجات الصياغين من قريتي كوباتشي ووغوتسال والفخاريين من بلدة بلخار والنقاشين على الخشب من قرية أونتسوكول والسجادات من جنوب داغستان تحظى بشهرة في المعارض العالمية.
نظرا للتنوع العرقي فإن داغستان تمتلك ثروات ثقافية فريدة من نوعها. العامل القومي يلعب دورا هاما في توافر المسارح القومية. على مدى السنوات القليلة الماضية تم إنشاء وافتتاح مبان إضافية لمسارح الدرغين والكموك.
وتعتبر المكتبة الوطنية الداغستانية الأكبر في منطقة شمال القوقاز حيث تحتوي على أكثر من 700 ألف عنوان بجميع اللغات الداغستانية.

### المسارح الوطنية
- المسرح الأواري للموسيقى والدراما باسم حمزة تساداسا
- المسرح الروسي الوطني للموسيقى والدراما باسم أ.م. غوركي
- المسرح الكوموكي الوطني للموسيقى والدراما باسم أ.ب. صلواتوف
- مسرح الدرغين للدراما
- المسرح اللاكي الوطني للموسيقى والدراما باسم أ. كبييف
- المسرح الليزغيني الوطني للموسيقى والدراما باسم س. ستالسكي
- المسرح الوطني الداغستاني للدمى
- المسرح الوطني الداغستاني للأوبرا والباليه
- المركز الثقافي الداغستاني
- المسرح الوطني للأغاني «جيسلم»
- المسرح الأذري الوطني للموسيقى والدراما

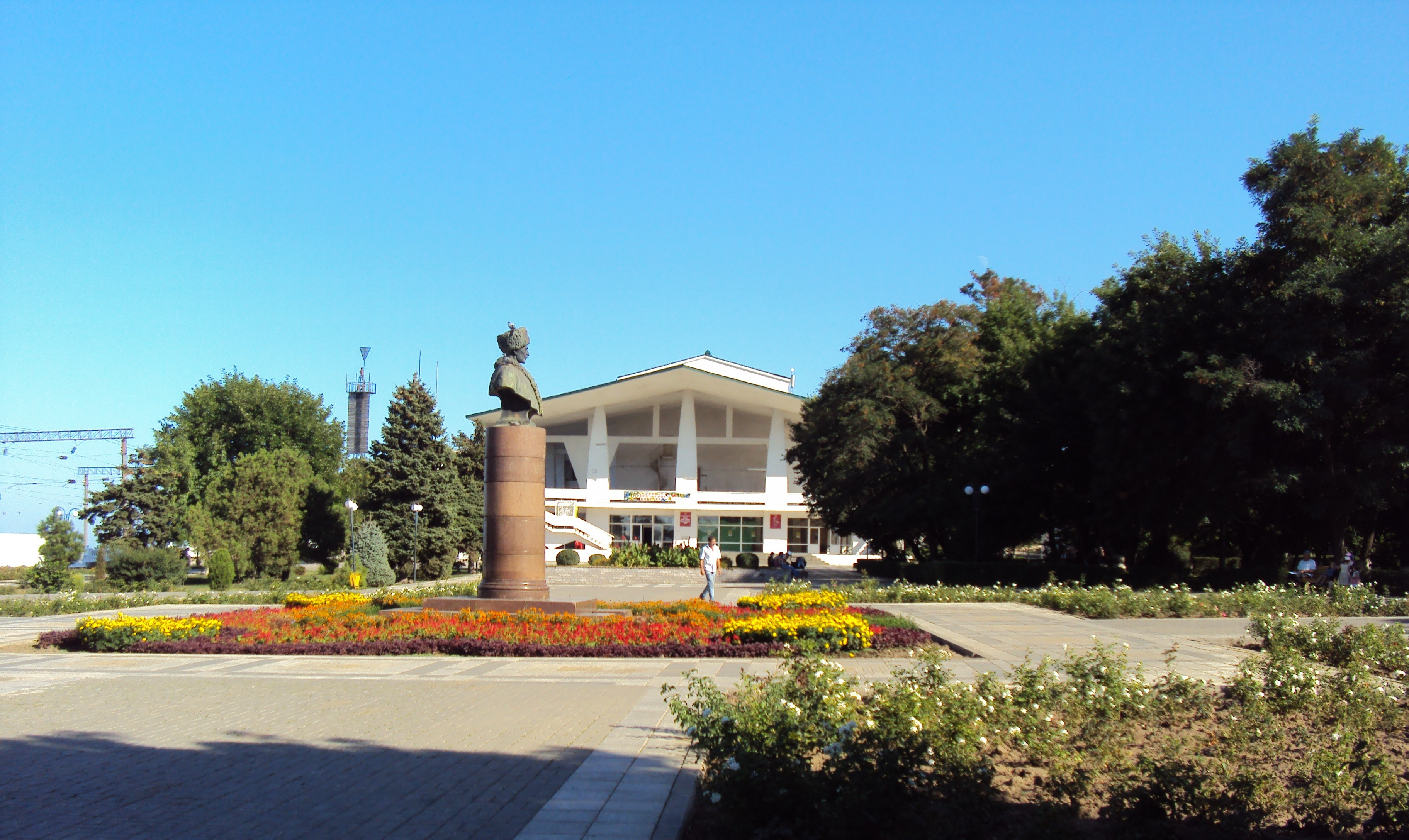
المسرح الأواري
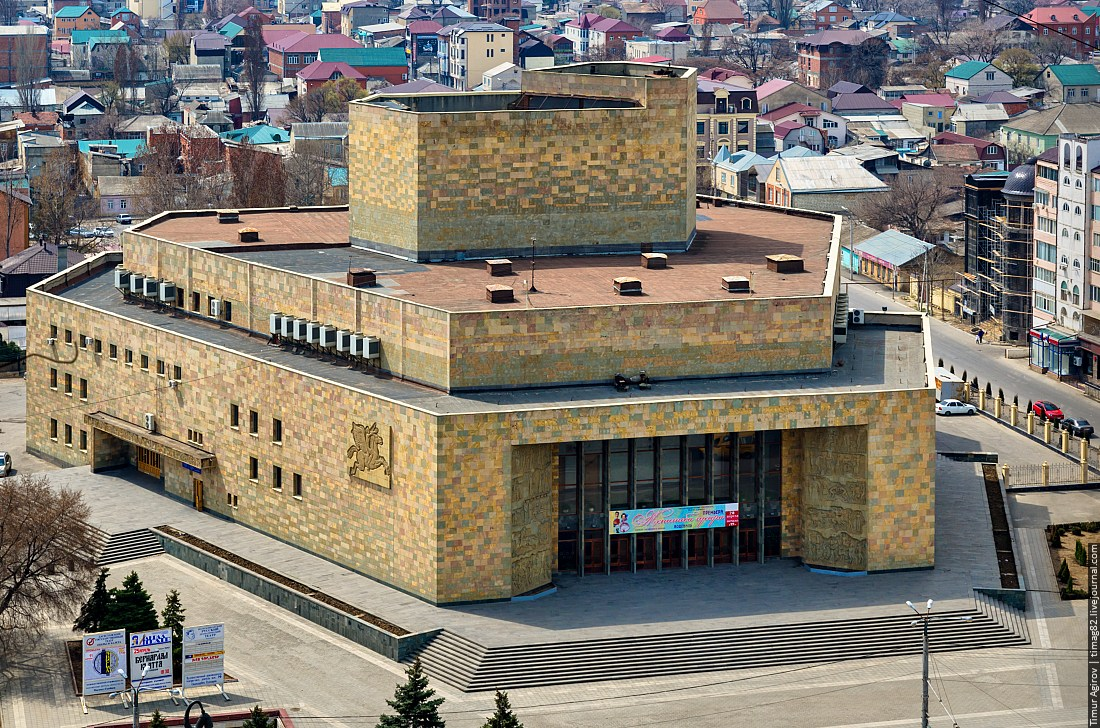
المسرح الروسي
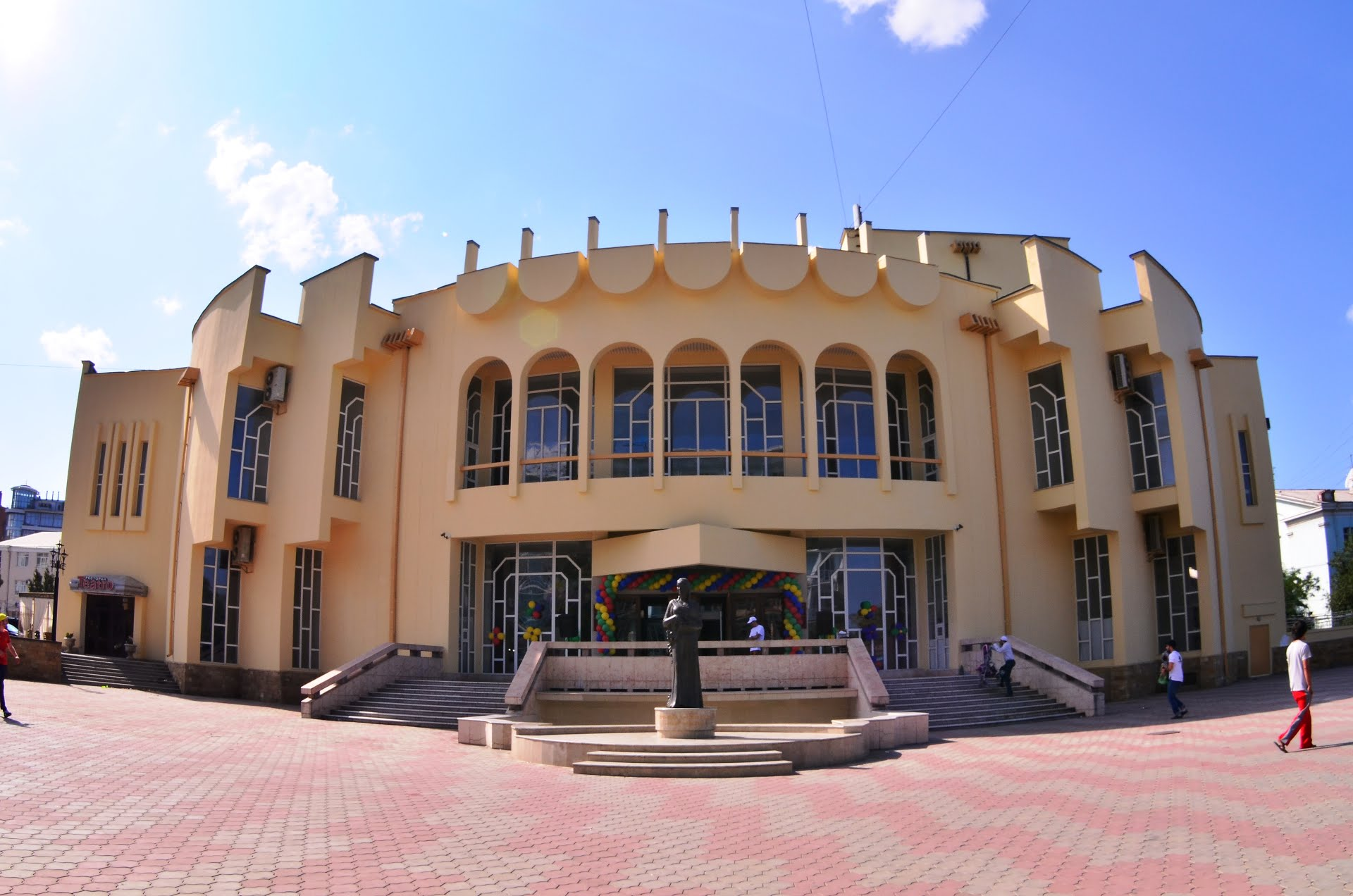
المسرح الكوموكي
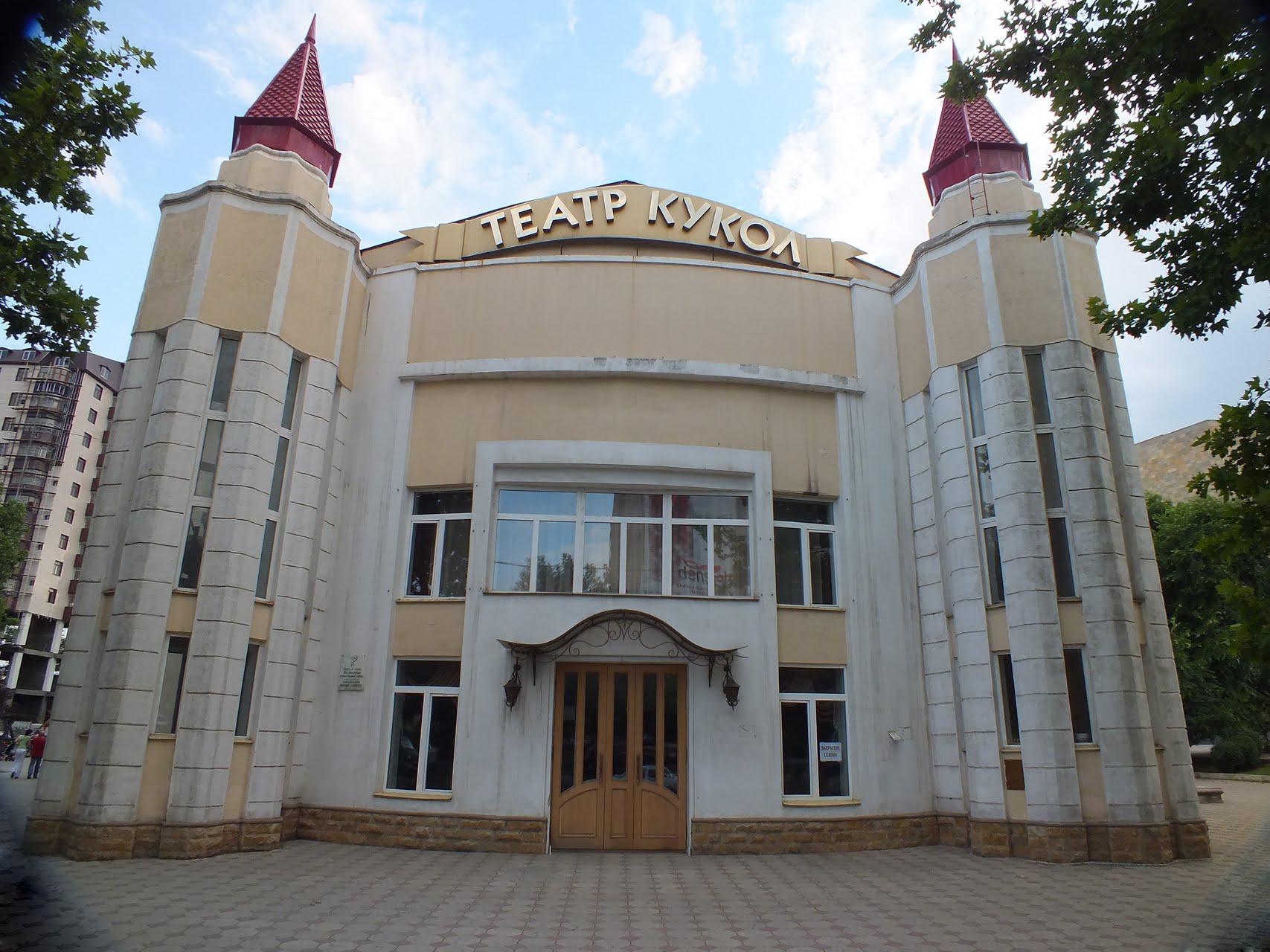
مسرح الدمى

## الرياضة
داغستان هي رائدة بين الأقاليم الروسية من حيث الإنجازات الرياضية.
وتعتبر داغستان موطنا للرياضيين المعروفين دوليا.
ولد في داغستان 10 أبطال أولمبيين، 41 بطلا عالميا و 89 بطلا أوروبا.
وتحظى كرة القدم في داغستان بشعبية كبيرة.
نادي آنجي الداغستاني لكرة القدم يلعب في الدوري الروسي. ويجري النادي مبارياته في ستاد «آنجي أرينا» الأكبر في داغستان والمتسع لـ 30 ألف متفرج.

## الأمن
- في أيلول 1999 م وقعت انفجارات في أماكن مختلفة في روسيا وداغستان أودت بحياة 250 شخصًا. عملية الاعتداء على مدنيين روس في مسرح البولشوي، وعملية مدرسة بيسلان في أوسيتيا الشمالية عام 2004" حيث قتل العديد من المدنيين والأطفال "، عندما استولى مقاتلين على المدرسة وجعلوا تلامذتها رهائن وانتهت العملية بمقتل عدد كبير من الأطفال.[بحاجة لمصدر]
- في 3 مايو/آذار 2012 وقع انفجارين قويين اللتان هزتا العاصمة الداغستانية محج قلعة. وقُتل ما لا يقل عن عشرين شخصا من أفراد حفظ النظام وأصابا أكثر من مائة آخرين بجراح، قرب مركز التفتيش عند مدخل عاصمة داغستان محج قلعة. القنبلة الأولى انفجرت حينما أوقفت الشرطة مركبة لمعاينة وثائقها، وانفجرت قنبلة ثانية حينما وصلت مركبات المطافئ والإسعاف متسببة في مزيد من الضحايا بمدينة.[14]

## الأعياد الرسمية
| تاريخ         | الاسم العربي                | الاسم الروسي                               |
| ------------- | --------------------------- | ------------------------------------------ |
| 1 يناير       | رأس السنة الميلادية         | Новый Год                                  |
| 23 فبراير     | يوم المدافع عن أرض الآباء   | День Защитников Отечества                  |
| 8 مارس        | اليوم الدولي للمرأة         | Международный женский день                 |
| 27 مارس       | يوم قوات الأمن الروسية      | День силовых структур МВД России           |
| 12 نيسان      | يوم رواد الفضاء             | День Космонавтики                          |
| 1 أيار        | عيد العمال                  | День Труда                                 |
| 9 أيار        | عيد النصر على النازية       | День Победы                                |
| 12 يونيو      | يوم روسيا                   | День России                                |
| 22 يونيو      | يوم الذكرى والحزن           | День памяти и скорби                       |
| 1 سبتمبر      | يوم المعرفة                 | День Знания                                |
| 4 نوفمبر      | يوم وحدة شعوب داغستان روسيا | День народного единства Дагестана и России |
| 12 ديسمبر     | يوم الدستور الروسي          | День Конституции Российской Федерации      |
| 25 ديسمبر     | عيد الميلاد                 | Рождество Христово                         |
| التوقيت يختلف | عيد الفطر                   | Ураза-Байрам                               |
| التوقيت يختلف | عيد الأضحى                  | Курбан-Байрам                              |

## داغستان في صور

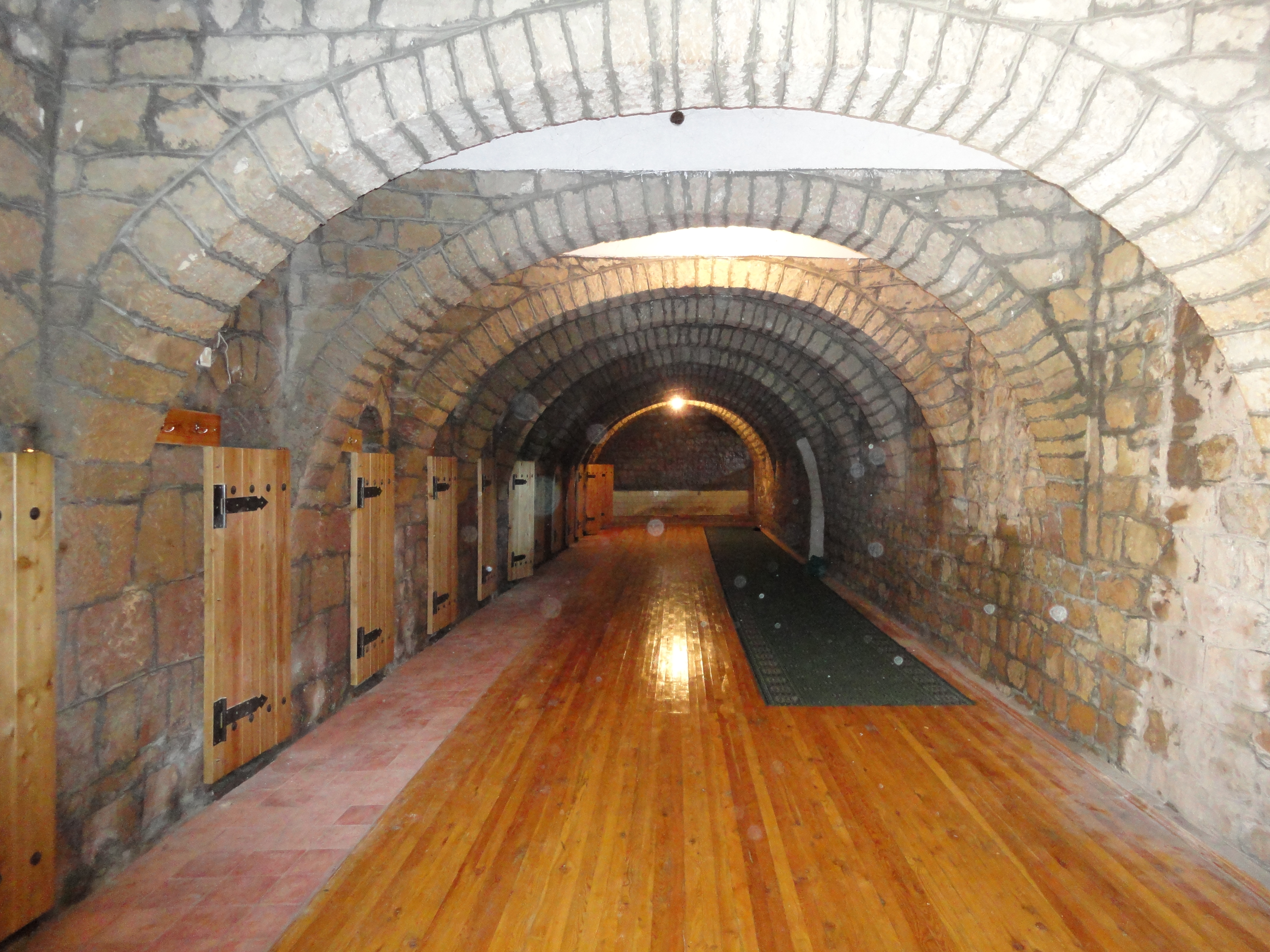
حمامات الرجال والمصلى في قرية غيمري
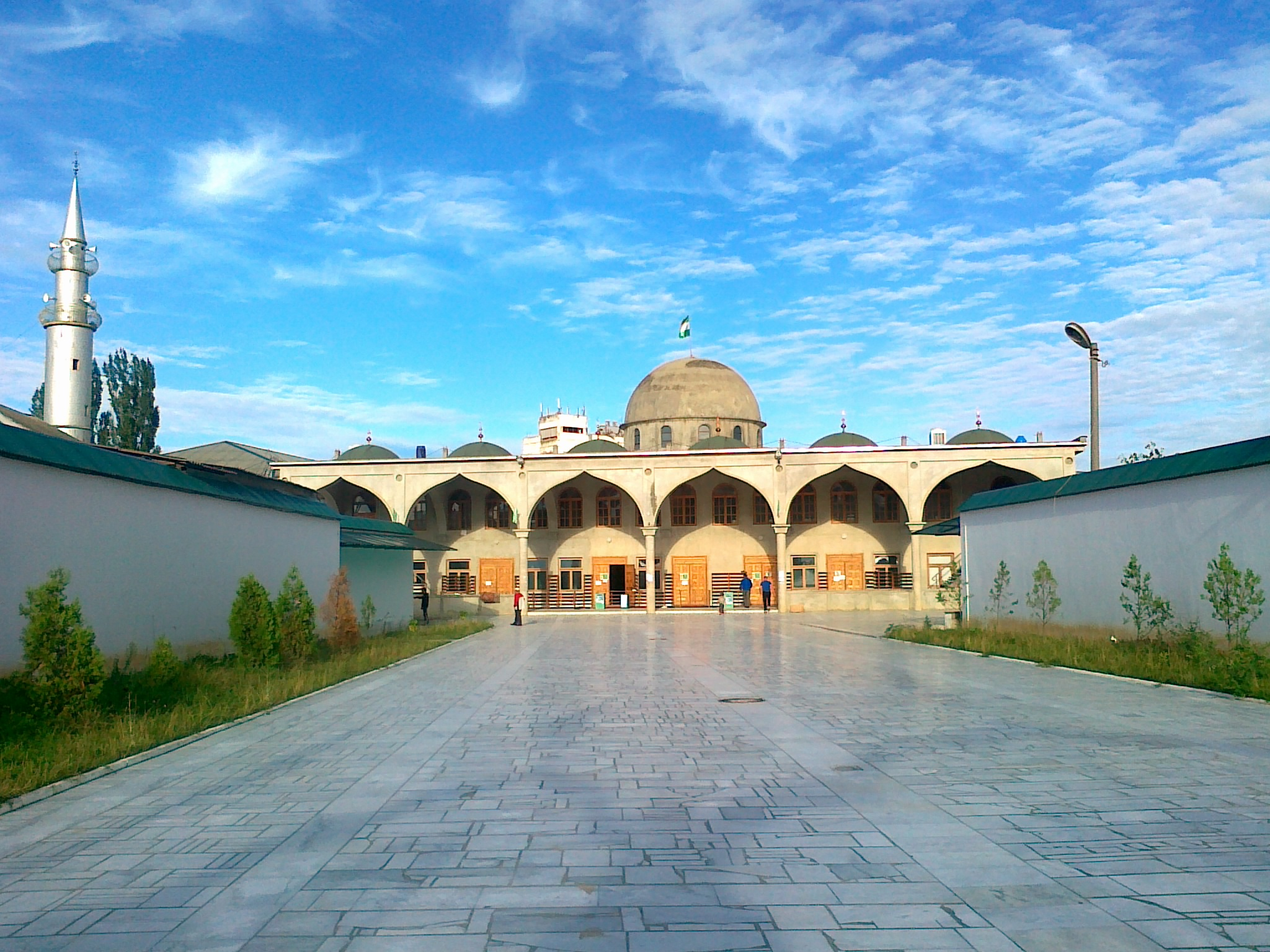
المسجد المركزي في بويناكسك
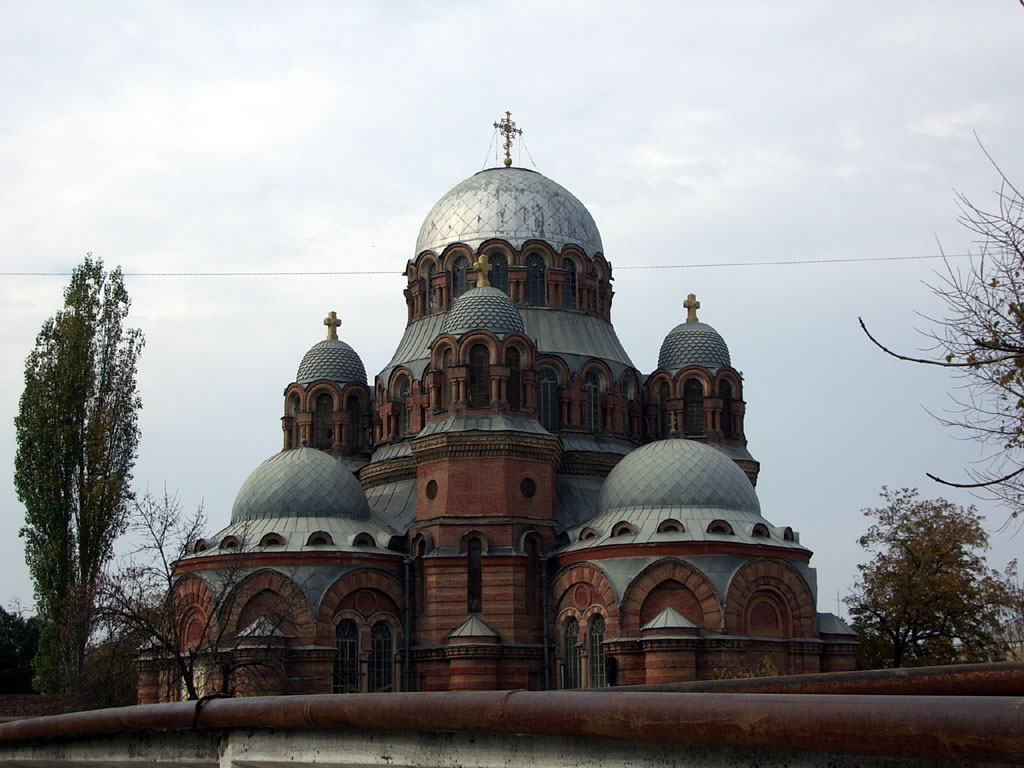
كنيسة مريم العذراء في خاسافيورت
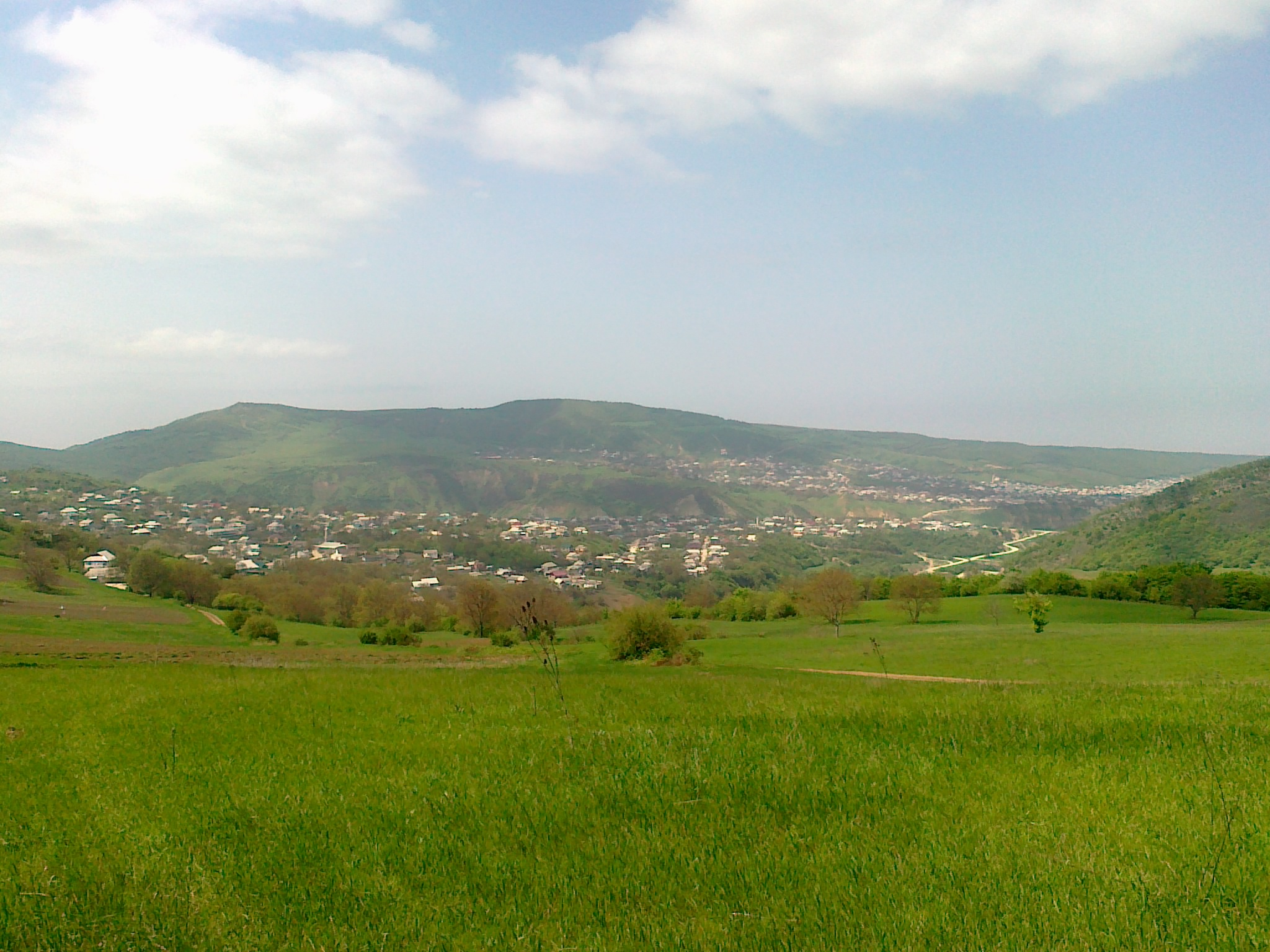
قرية "كالينين آول"
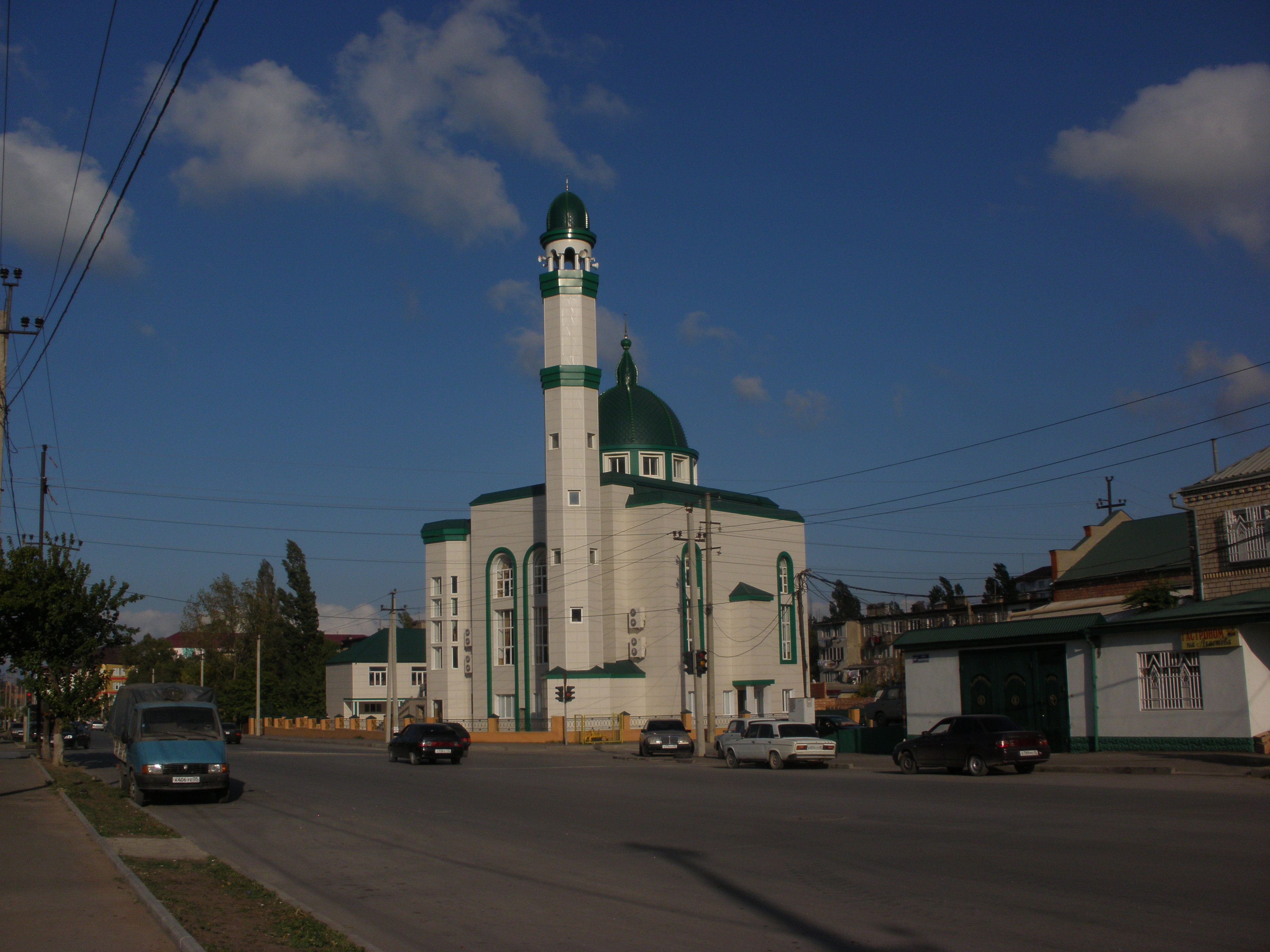
مسجد "ألبُركينت" في محج قلعة
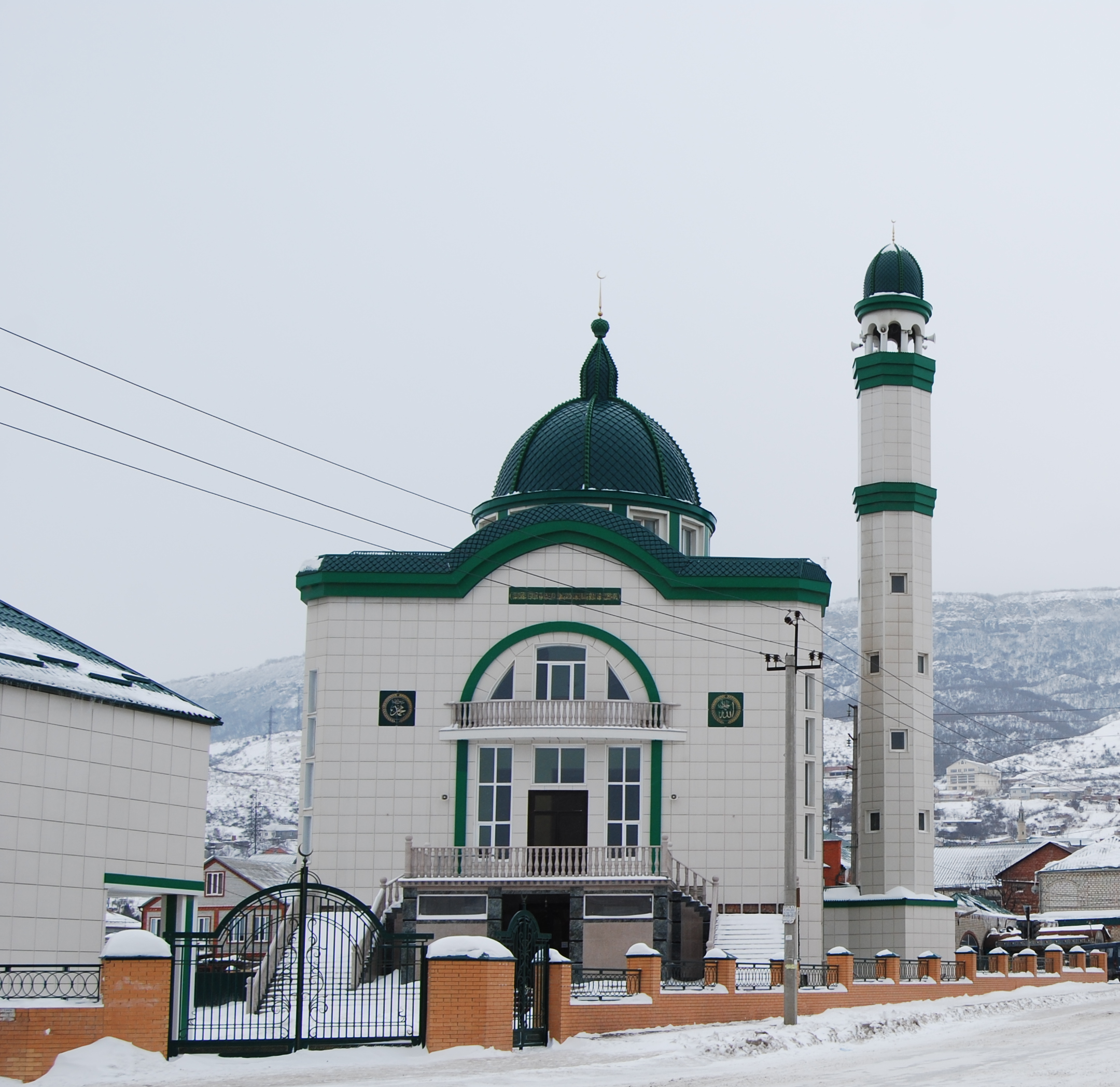
مسجد "ألبُركينت" في محج قلعة

## وصلات خارجية
- موسوعة روسيا اليوم